# 区域外再放送

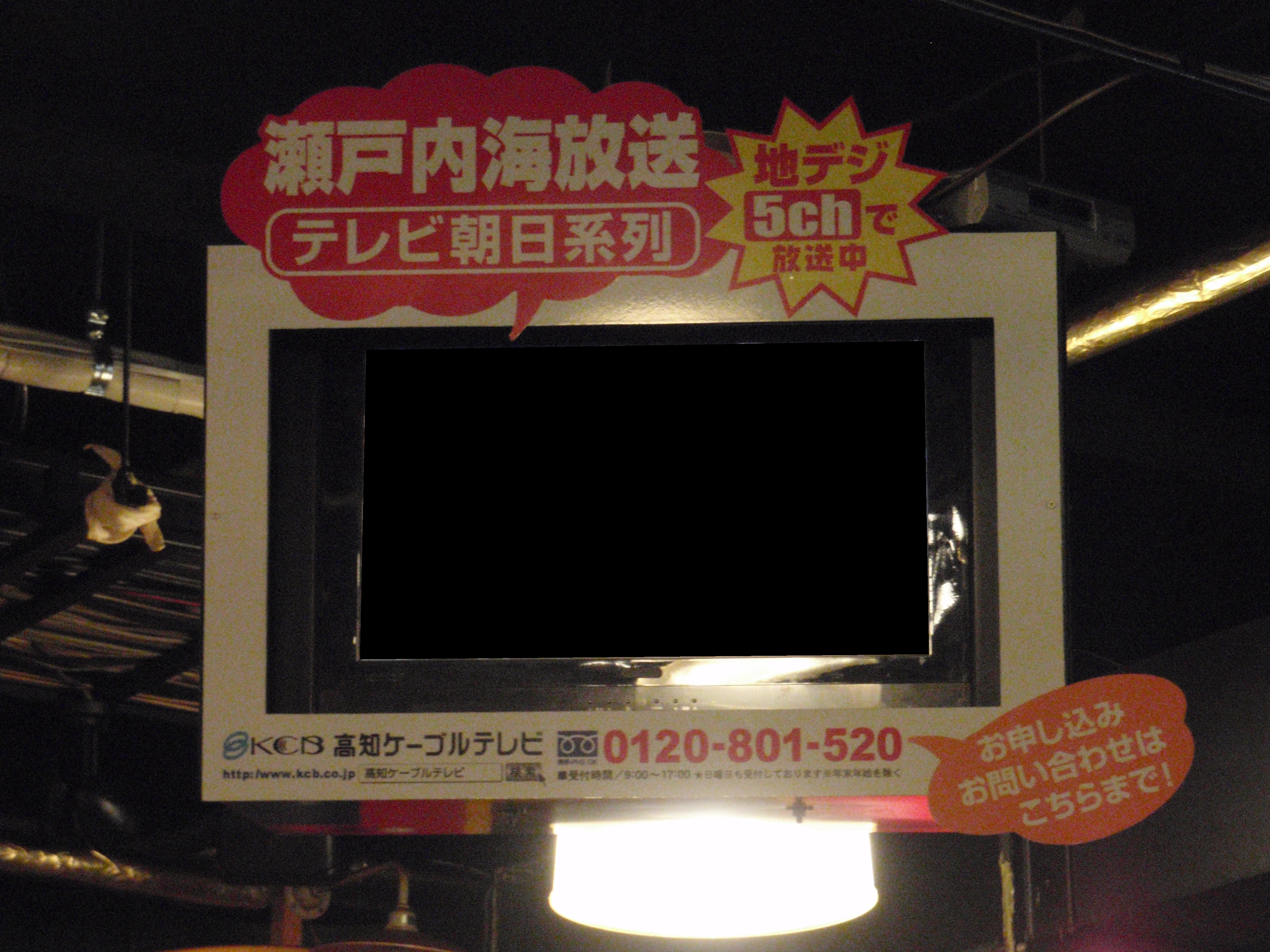
自県にはない系列局の再放送を売り文句にしている例（高知ケーブルテレビ）

区域外再放送（くいきがいさいほうそう）は、放送法第11条に規定する再放送のうち、基幹放送を当該基幹放送の放送対象地域（放送対象地域が規定されていない基幹放送については放送区域）の外の区域に於いて再放送することである。
従前の放送法令では「再放送」と「再送信」が混用され、故に「区域外再送信」（くいきがいさいそうしん）の文言も多く用いられていたが、改正放送法の2011年（平成23年）6月30日の施行の際に「再放送」に統一された。また、従前の「放送」が一部を除き「基幹放送」となった。
この為、以下の記述、特に歴史的背景にかかわる事項について「再送信」が「再放送」に、「放送」が「基幹放送」に相当する部分があることに留意されたい。

## 概要
基幹放送はその区分の一つとして、総務省令放送法施行規則別表第2号第8により放送対象地域ごとに区分される。
具体的な放送対象地域は、原則として告示基幹放送普及計画および一般放送事業者の行う超短波放送のうちの外国語放送を行う放送局の放送対象地域 に規定される。
ただし、全ての基幹放送に具体的な放送対象地域は規定されておらず、例えば、超短波放送（FM放送）は県域放送 や外国語放送には規定されているが、コミュニティ放送や臨時目的放送には規定されていない。
この場合は電波法第14条第3項により免許状に記載される放送区域が相当する。
以下の放送対象地域にはこの相当する放送区域が含まれる。
基幹放送を再放送する有線一般放送事業者（従前の有線ラジオ放送業務の運用の規正に関する法律に基づいて有線ラジオ放送の業務を行う者、有線テレビジョン放送法に規定する有線テレビジョン放送事業者または電気通信役務利用放送法に規定する電気通信役務利用放送事業者）は、再放送する基幹放送の放送対象地域の中において行われるものを「区域内」、放送対象地域の外において行われるものを「区域外」と称している。
区域内と区域外を区別する理由は、それぞれ目的が異なる為である。
区域内再放送は、基幹放送の難視聴解消が目的であり、放送法第92条の特定地上基幹放送事業者および衛星基幹放送以外の基幹放送局提供事業者は「その行う基幹放送に係る放送対象地域において、当該基幹放送があまねく受信できるように努めるものとする」の規定によるもので、特に放送法第140条に規定する地上基幹放送であるテレビジョン放送の受信障害区域においては、総務大臣が指定した登録一般放送事業者である有線テレビジョン放送事業者（いわゆるケーブルテレビ事業者、CATV事業者）は指定再放送事業者として再放送が義務付けられており、放送法施行規則第160条第1項第1号に義務再放送と規定している。
これに対し、区域外再放送は、本来視聴することが出来なくても構わない基幹放送を再放送しているものである。
なお、義務再放送として放送法第140条第4項に規定する場合を除き、同法第11条により基幹放送事業者の同意を得なければ再放送は出来ない。
同意を得ずに再放送した場合は著作権法第99条第1項（著作隣接権）や日本国憲法第29条第1項（財産権）に牴触するおそれがある。

### 総務大臣の裁定
上述の通り、再放送は地上基幹放送事業者の同意を得なければならない。
放送法第144条では、有線テレビジョン放送事業者と地上基幹放送事業者との協議が不調となったときには、総務大臣に裁定を申請できると規定しており、同条第3項には、「総務大臣は、前項の基幹放送事業者がその地上基幹放送の再放送に係る同意をしないことにつき正当な理由がある場合を除き、当該同意をすべき旨の裁定をするものとする。」とある。
「正当な理由」に関しては、総務省が2008年（平成20年）4月に有線テレビジョン放送事業者による放送事業者等の放送等の再送信の同意に係る協議手続及び裁定における「正当な理由」の解釈に関するガイドライン を策定している。
有線テレビジョン放送法第13条にあった規定を取り入れたもの（有線ラジオ放送業務の運用の規正に関する法律及び電気通信役務利用放送法には無かった）であるが、裁定は有線テレビジョン放送事業者に有利な制度である。
これは、難視聴の解消を目的とする有線テレビジョン放送に於いて、地上基幹放送事業者から同意を得られず（区域内）再放送を行えない状況に陥るのを防ぐ目的があるためであるが、これを区域外再放送にも当て嵌めた場合、放送の免許制度を形骸化させる虞がある。

#### 再送信ガイドラインの不同意5基準
1. 放送番組が放送事業者の意に反して、一部カットして放送される場合
2. 放送事業者の意に反して、異時再送信される場合
3. 放送時間の開始前や終了後に、そのチャンネルで別の番組の有線放送を行い、放送事業者の放送番組か他の番組か混乱が生じる場合
4. 有線テレビジョン放送の施設が確実に設置できる見通しがない、施設設置の資金的基礎が十分でないなど、有線テレビジョン放送事業者としての適格性に問題があるとされる場合
5. 有線テレビジョン放送の受送信技術レベルが低く良質な再送信が期待できない場合

#### 裁定事例
アナログ放送
| 裁定年 | 再送信ケーブルテレビ局     | 内容                                                                                     | 裁定認定 |
| ------ | -------------------------- | ---------------------------------------------------------------------------------------- | -------- |
| 1987年 | 山陰ケーブルビジョン       | サンテレビの再送信                                                                       | 同意裁定 |
| 1993年 | 高知ケーブルテレビ         | テレビせとうちの再送信                                                                   | 同意裁定 |
| 2008年 | 日本海ケーブルネットワーク | （同意期限切れとなっていた） テレビせとうちの再送信                                      | 同意裁定 |
| 2008年 | 鳥取テレトピア             | （同意期限切れとなっていた） テレビせとうちの再送信                                      | 同意裁定 |
| 2008年 | 中海テレビ放送             | （同意期限切れとなっていた） テレビせとうちの再送信                                      | 同意裁定 |
| 2008年 | 鳥取中央有線放送           | （同意期限切れとなっていた） テレビせとうちの再送信                                      | 同意裁定 |
| 2008年 | 山陰ケーブルビジョン       | （同意期限切れとなっていた） テレビせとうちの再送信                                      | 同意裁定 |
| 2008年 | 出雲ケーブルビジョン       | （同意期限切れとなっていた） テレビせとうちの再送信                                      | 同意裁定 |
| 2008年 | 三原テレビ放送             | （同意期限切れとなっていた） テレビせとうちの再送信                                      | 同意裁定 |
| 2008年 | 東広島ケーブルメディア     | （同意期限切れとなっていた） テレビせとうちの再送信                                      | 同意裁定 |
| 2008年 | 尾道ケーブルテレビ         | （同意期限切れとなっていた） テレビせとうちの再送信                                      | 同意裁定 |
| 2008年 | Kビジョン                  | （同意期限切れとなっていた） 中国放送・広島テレビ 広島ホームテレビ・テレビ新広島の再送信 | 同意裁定 |
| 2008年 | アイ・キャン               | （同意期限切れとなっていた） 中国放送・広島テレビ 広島ホームテレビ・テレビ新広島の再送信 | 同意裁定 |

デジタル放送
| 裁定年 | 再送信ケーブルテレビ局   | 内容                                                     | 裁定認定               |
| ------ | ------------------------ | -------------------------------------------------------- | ---------------------- |
| 2007年 | 大分ケーブルテレコム     | 九州朝日放送・RKB毎日放送 福岡放送・テレビ西日本の再送信 | 同意裁定               |
| 2007年 | CTBメディア              | 九州朝日放送・RKB毎日放送 福岡放送・テレビ西日本の再送信 | 同意裁定               |
| 2007年 | ケーブルテレビ佐伯       | 九州朝日放送・RKB毎日放送 福岡放送・テレビ西日本の再送信 | 同意裁定               |
| 2007年 | 大分ケーブルネットワーク | 九州朝日放送・RKB毎日放送 福岡放送・テレビ西日本の再送信 | 同意裁定               |
| 2011年 | よさこいケーブルネット   | テレビせとうちの再送信                                   | 不同意裁定             |
| 2011年 | 山口ケーブルビジョン     | 福岡放送・RKB毎日放送 九州朝日放送・TVQ九州放送の再送信  | 同意裁定               |
| 2011年 | 美祢市有線テレビ         | 福岡放送・RKB毎日放送 九州朝日放送・TVQ九州放送の再送信  | 裁定拒否処分           |
| 2013年 | ひのき                   | 読売テレビの再放送                                       | 一部区域を除き同意裁定 |

#### 斡旋事例
大臣裁定に至る前に、総務省に設けられた電気通信紛争処理委員会が斡旋し、話し合いによる解決を行う場合がある。
前述の大分県の場合、九州朝日放送についてはアナログ放送終了から3年間のみ認めるという決定がなされ、その期限を迎えた2014年に大分ケーブルテレコムと大分ケーブルネットワークが斡旋を依頼したところ、委員会はテレビ朝日系列フルネット局の大分朝日放送があることを理由に「2015年度いっぱいで終了し、延長を求めない」旨の斡旋案を提示。両者は最終的にこれを受け入れた。またこれにRKB毎日放送が反応し、大分放送保護のため九州朝日放送と同じ期限後は改めてRKBに再放送を申請し同意を得ることを前提としていたため、九州朝日放送に歩調を合わせる形でケーブル側に斡旋案の受け入れを迫り、これも受け入れることになった。
なお、県内の他のケーブルテレビ事業者は期限到来後、順次両社の再放送を取り止めているが、いずれの社についても、系列局が存在しないTVQとテレビ大分がクロスネット局であることに伴う福岡放送・テレビ西日本の再送信については続けている。

## 実態
区域外再放送は、近隣の都道府県を放送対象地域とする地上基幹放送を受信することによる。CATV事業者は地上基幹放送局から安定した電波を受信する為、多くの場合業務区域内の山頂や中腹などの高台に高利得アンテナを設置して受信点とする。例外的に受信点をCATV事業者の業務区域外に置くこともある。
北海道・岩手県・山形県・宮城県・福島県・新潟県・石川県・熊本県の1道7県では、テレビ地上基幹放送の区域外再放送が行われていない。また、和歌山県ではNHK大阪放送局以外の区域外再放送が行われていない。これらのうち、北海道は民放5系列が揃っており、5系列のどれにも属さない独立放送局が近隣地域に無い、その他の県ではテレビ東京系（TXN）以外の民放4系列が揃っており、TXN系または独立放送局が近隣地域に存在しないか、存在しても地元局の反発により再放送できないという事情がある。
当初、区域外再放送は地上アナログテレビジョン放送およびラジオ放送が中心で、日本民間放送連盟（民放連）が地上デジタルテレビジョン放送ではデジタルコンテンツ等の番組著作権保護・番組出演者の肖像権保護・地上波放送の根幹である地域免許制度と相容れないことなどから、区域外再送信を全面的に認めない方針を打ち出していた。一方、日本放送協会（NHK）は総合テレビ・Eテレは区域外再放送については区域内再放送が担保された上で特別な地域事情がある場合に限り同意することがあるとしている。
CATV事業者側は「アナログはいいのになぜデジタルはいけないのか」という加入者からの質問に答えられなかったり、デジタル化で放送対象地域外の民放局が視聴できなくなると解約者が増える心配を持っていた。この影響から、民放連との間で2007年末に部分合意された。ただし、実際の運用については各事業者ごとに任されている。
民放テレビ全国四波化施策に配慮し、全国のケーブルテレビ局では特例地域の徳島県・佐賀県と同様に、TXN以外の4大系列のうち不足する系列の区域外再放送が認められることが主流となっている（特に系列局が存在しない都道府県においては、近隣の系列局を再放送することによって疑似的に4-5系列をそろえるようにしている）が、TXN系列局・独立局や地元局と重複する系列局の区域外再放送については各地域で対応が変わっている。特に地元局と重複する系列局の区域外再放送についてはアナログでは認められていてもデジタルでは認められないケースが多い（地域によっては、地元局がクロスネット局の場合でも、隣県のフルネット局が地元局と重複する系列局とみなされて認められないケースもある）。一方で関東地方における区域外の独立放送局（特に東京メトロポリタンテレビジョン（TOKYO MX））のように、アナログでは再放送していなかったがデジタルでは再放送を開始する事例も増加している。
基本的に地上デジタル放送は伝送可能な周波数帯に変換する必要がないが、区域外再放送の場合はパススルー伝送を行わず、局から有償で貸与・販売されるセットトップボックス（STB）でしか視聴できないトランスモジュレーション方式で伝送するCATV事業者もあり、昨今の社会情勢にそぐわない状況となっている。
CATV事業者の業務区域が複数の放送対象地域にまたがる場合、区域内再放送を1つの放送対象地域に絞り、他方は区域外再放送で代用することも見受けられる。
一つの放送対象地域内にCATV事業者が複数存在する場合、事業者ごとに異なる放送対象地域外の放送局を再放送する場合もある。これは同じ放送対象地域内で結びつきが強い都道府県が異なる場合や、良好に受信可能な放送対象地域外の放送局が地域ごとに異なる場合などに見られる。
地元の民放局数が少ない地域の中には、不足する系列の区域外再放送を見越して、リモコンキーIDを不足する系列に所属する近隣県の放送局と重複しないIDを選択したケースもある。

### 不実施の理由
区域外再放送を行わない理由は、以下の4つに大別される。
1. 再放送対象の区域外基幹放送事業者の同意が得られない。
2. 区域内の基幹放送事業者の同意が得られない。
3. 技術的・物理的な理由で区域外再放送が不可能である。
4. CATV事業者側の都合により行わない。

#### 再放送対象の区域外基幹放送事業者の同意が得られない
デジタル放送の区域外再放送に関しては前述通り、番組制作の著作権・番組出演者の肖像権保護の観点や地域免許制度に相容れないことなどから、民放連が各民放局に区域外再放送に同意しないように指示しているため、「再放送対象の区域外基幹放送事業者の同意が得られない」場合がある。特にテレビ東京系列局では1997年12月に発生したポケモンショックにおいて放送対象地域外の視聴者が多数被害に遭ったことから、放送対象地域外の視聴者の意見に責任が持てないとして1998年4月以降のCATV事業者での新規の区域外再放送には基本的に同意を行わない方針になっている。

#### 区域内の基幹放送事業者の同意が得られない
仮に区域外再放送が実施された場合に、地元基幹放送事業者が地元にない系列から購入した番組が区域外の番組と重複し、遅れて放送する購入番組の視聴率が低下することで、その番組に充てる地元広告の収入が減少するなど、視聴率維持や経営に悪影響を与える可能性がある。このため再放送対象の区域外基幹放送事業者は、再放送に同意する条件として地元基幹放送事業者の同意を要求することが多い。ただし総務省のガイドラインでは、地元基幹放送事業者の同意が得られないことは再放送を同意しない正当な理由とはならないとしている。
代表的な例は、岐阜放送（GBS、独立放送局）、三重テレビ（MTV、独立放送局）がある。2局ともTXN系列の番組を多く購入しているため、岐阜県、三重県の一部のCATV事業者でテレビ愛知の区域外再放送ができない原因になっている。
CATV事業者の資本構成に関わることも多い。広島市でサンテレビ（SUN、独立放送局）やテレビせとうち（TSC、テレビ東京系列）の区域外再放送が実施されない理由について、再放送実施の費用や中国放送（RCC）とのチャンネル混信を上げているが、実際は出資者である広島県内の基幹放送事業者（特にRCC）の意向で再放送の同意が得られないためである。なお、広島県東部ではTSCの再放送は行われているが、SUNについては岡山県側に業務区域を持つ井原放送を含めて行われていない。
これ以外でも、隣接地域を放送対象地域としているA局とB局があり、地元にA局と同系列のC局はあるがB局には同系列の局はない場合に、B局のみ再放送しA局は再放送しないことは少なくない。
長野県では、長野市の区域を業務区域とするINCが、長年、関東広域圏の民放5局の区域外再送信をしてきたが、1998年11月から順次長野県に系列局のないテレビ東京以外の4局の再送信を中止した。この再送信中止の原因は、INCの筆頭株主である信濃毎日新聞系列の地元民放局・信越放送（SBC）から営業面で不満があり、結果として再送信中止の圧力が掛かったためである。ただしこの時点では長野県内主要CATV事業者はほとんどが関東広域圏（地域によっては中京広域圏）民放の区域外再送信を継続していた。
2007年には長野県のCATV事業者がデジタル放送の再放送について大臣裁定を申請したが、これに対し民放連は大臣裁定の撤廃を求めている。なお、この件については総務省は個別に協議をすることを促し、申請は取り下げられた。協議の結果、激変緩和処置により2014年7月24日にテレビ東京を除く在京キー局の区域外再放送は終了した。
徳島県では、TVO・サンテレビジョン（SUN）・WTVの区域外再放送が2005年10月31日突然中止となったが、視聴者からの抗議が殺到、その後の協議により、2006年2月1日に再開されたが、JRTは今後新規に開業するCATV事業者に対して同一系列の読売テレビ放送（ytv）を含む近畿広域圏民放4局が同意しても、徳島県内への区域外再放送に一切同意しないとの方針を打ち出していたが、2010年11月以降にはSUN・WTV・TVOが同意したCATV事業者ではデジタル放送の区域外再放送が行われている。
ytvについては、再送信の要望を取り下げることを条件に、デジアナ変換での再送信を提案したため、2015年3月まで12社で再送信された。
ひのきは総務大臣裁定を申請し、再放送に同意の裁定がされた ため、継続して再放送している。
奈良県では、北部を業務区域とする近鉄ケーブルネットワーク（KCN）が、長年SUNの区域外再放送をしてきたが、デジタル放送の再放送開始は同社がすでに再放送をしているTVOやKBSのデジタル放送（2006年12月に再放送開始）と比べて大幅に遅れ、アナログ放送終了直前の2011年7月に「トランスモジュレーション方式限定」かつ「2016年6月末までの期間限定」で開始したが、延長された。これは、地元他局（近畿広域民放4局および奈良テレビ）が「サンテレビの放送エリア（兵庫県）を大幅に超える」（具体的には、兵庫県と奈良県が地理的に隣接していないという理由）として強硬に反対し、協議が長引いたためである。奈良県中南部を放送区域とする大規模中継局･栃原中継局のNHK奈良総合デジタルテレビがSUNと同じ周波数で開局し、県内におけるSUNの受信は困難になったものの、SUNの電界強度の強さから両局間で大規模な混信が発生し、最終的に2012年1月末を持って栃原側の周波数が完全変更される事態も発生している。前述のような事情に加え、特に阪神戦中継などの人気コンテンツを抱える同局は奈良県民にも一定の支持がある。
上記のように長年アナログ放送で実施していた区域外再放送が、デジタル放送への完全移行により取りやめることになり、区域外再放送が見られないことを理由として解約する視聴者が増え、経営悪化による営業断念に至ることが懸念されるため、関東広域圏周辺の新潟県・山梨県・長野県・静岡県で在京キー局の区域外再放送をしていたCATV事業者は、激変緩和措置として地元局の同意を得てアナログ放送終了後の3年間は区域外再放送をしていた。緩和措置の期間満了により、個別協議により延長されたものを除き同一系列の複数局の再放送は区域内再放送のみに限定し、区域外再放送は廃止された。
IP放送（光放送を含む）のスカパー!プレミアムサービス光、ひかりTVでも地上波再放送が実施されているが、首都圏・中京圏・近畿圏・特例地域の徳島県・佐賀県では一部の例外を除き、独立県域局の県外区域外再放送の同意が得られていないため、受信できない地域も存在する。特にひかりTVにおいては、本来の放送対象地域以外の県外区域外再放送が全く認められていない。ただし、この場合再放送が実施されていない近隣局が全く受信できないというわけではなく、ケーブルテレビやIP/光放送用のアンテナと市販のUHFアンテナなどを混合器などを使うことによって受信する事はできる。

#### 技術的・物理的な理由で区域外再放送が不可能
二つの理由に大別できる。
距離や地形、いわば物理的要因
| 再放送地域 | 理由 |
| --- | --- |
| 岩手県でのTVhの再放送 | 北海道から遠距離でかつ多くの山地が存在し、受信点で受信出来ないため。                                                                                   |
| 富山県・石川県・岐阜県飛騨地方でのTVAの再放送 | 愛知県から遠距離でかつ多くの山地が存在し、受信点で受信出来ないため。 特に富山県や石川県では、高い山地が障害となっているためGBSの再放送も不可能である。 |
| 北近畿・滋賀県・和歌山県の大半およびこれらと境を接し 近畿広域圏の他民放の再放送をする福井県嶺南や 三重県の伊賀・紀勢・東紀州の各地でのテレビ大阪の再放送 | 多くの山地がある地形で、受信点で受信出来ないため。 |
| 島根県西部（石見地区）および隠岐諸島・高知県 でのTSCの再放送                                                                                             | 岡山県と香川県から遠距離でかつ中国山地・四国山地を中心に多くの山地が存在し、受信点で受信出来ないため。                                                 |
| 宮崎県・鹿児島県・沖縄県でのTVQの再放送 | 福岡県から遠距離でかつ多くの山地が存在し、受信点で受信出来ないため。                                                                                   |

再放送する区域外の基幹放送局の周波数と区域内に存在する基幹放送局（地元局）の周波数が重複しているまたは周波数が近く混信の問題があるもの
| 再放送地域                                                                                               | 理由 |
| --- | --- |
| 新潟県での上越ケーブルビジョン（上越市） （激変緩和措置として2014年7月24日まで実施）以外のテレ東の再放送 | 新潟テレビ21（UX）の物理23chにテレ東の電波が抑圧されて（ブロックされて、潰されて）、 受信点で受信出来ないため。 |
| 宮城県・福島県のテレ東の再放送                                                                           | 宮城県・福島県の幾つかの小規模中継局にテレ東の電波が抑圧されて、受信点で受信出来ないため。 |
| 三重県紀勢・東紀州でのテレビ愛知の再放送                                                                 | アナログ時代はCTV熊野中継局25chとチャンネルが重複していたためである。 ZTVにおいては県北部ではTVAの再送信を実施中ではあるものの、 デジタルでは2013年7月時点で公式サイトでは再送信に関して協議中とされているが、 これは距離が離れておりアンテナ受信でTVAを視聴することが一般的ではないためである。 |

2003年からの地上デジタル放送開始やそれに伴うアナアナ変換により、物理チャンネルが重複する事例も増えている。そのため、長年実施していた区域外再放送を断念することもある（長崎市の長崎ケーブルメディアの長崎県内に同系列局が存在する在福岡民放4局の再送信中止など）。

#### CATV事業者の都合
チャンネル数の限界
再放送可能なチャンネル数には限界があるため、自主放送や衛星放送再放送などを充実させることを選択し、区域外再放送を行わないことである。
特に地元に系列局が既に存在する場合、わざわざ区域外再放送で同系列のネット局を増やしても早朝・深夜など一部の時間帯以外サイマル放送に近い番組編成となり、大幅な加入者増加が見込めず区域外再放送を中止した事例がある。クロスネット局でも主な系列が同一であれば同様である。 地元に系列局が開局すると今まで再放送してきた他県の系列局の再放送は中止する場合も多い。
ケーブルの周波数帯域不足
茨城県、千葉県など関東地方の一部のJ:COMの区域内で直接受信できる区域外の独立放送局が再放送されない理由である。
受信設備を設置するコストパフォーマンスに見合わず、加入者への訴求効果が低いと判断された場合
受信点の確保が必ずしも困難でなくとも、放送内容から視聴者が少ないと判断されると再放送されないことがある。
愛知県北部（一宮市を除く）での岐阜放送、京都市でのびわ湖放送（BBC）、三重県伊賀地方や京都府南部でのTVN（KCN京都は区域外再放送をしている）、大阪府泉南地方や兵庫県神戸市・淡路島でのWTVや、大阪府の一部地域におけるeo光テレビ の京都放送など一部の独立放送局の再放送がされないのはこのような理由による。

## 難視聴地域問題対策から全国一律化の動き
難視聴地域問題の解決のため人工衛星やIPを利用した再送信利用が進んでいる。
総務省は、以前IPによる再送信の問題として、著作権問題と放送エリアを制限する地域限定性の確保（区域外再放送の禁止）、技術上の問題を議論してきたが、2007年に地上デジタル放送の再送信同意を求める大分県のCATV事業者への裁定として、「再送信同意制度・IPによる再送信と著作権制度は別のもの」であるとし、また区域外再放送は地域免許制度を形骸化との批判について、「有線テレビジョン・IPによる再送信と関係がない」としている。民放連はこれに遺憾の意を表明している。
総務省は、著作権問題は民事的に有償で解決し、視聴可能地域への再送信を事実上容認したことで、エリア外への放送制限を完全に否定した。これにより、全国一律にIPによる再送信を容認する政策に大きく転換し、放送と通信の垣根が一層低くなった。電気通信事業者も政策転換に注目している。
総務省は「情報の選択は視聴者の自主性が尊重されるべきであり、放送事業者が一方的に決定・制限できる事項とは認められない。」という大原則を打ち出しており、これにより事実上地域免許制度が電波利用権のみでしか意味をなさなくなり、ハードとソフトの分離、つまりコンテンツの重要性が増してきている。
IPによる再送信への大手通信事業者の参入について、CATV事業者の反発があるが、再送信同意の裁定の精神では矛盾し理由が無く、今後競争が進展する可能性がある。また、関東広域放送局の影響力が強まるにつれて、放送局の報道を除くハード（放送）とソフト（コンテンツ）の分離に注目されている。
さらに、P2P技術を利用したIP再送信ソフトKeyHoleTVの登場でその動きが加速している。テスト用だが、2007年の5月から7月の2か月間、総務省が関東広域放送を全国一律にIP再送信を実施し、事実上IPの全国一律再送信化の実績を築いたことになる。今後、持株会社解禁とともに、総務省が理想とする関東広域放送の完全全国放送化への布石であり、実質県域免許制度の廃止および地方局の経営を事実上圧迫して持株会社に経営統合させる動きの加速である。ただ総務省のこの一方的な動きに対して、民放各局、特に民放テレビ全国四波化で新規開局した放送局の批判・対立が強まりつつある。
2008年4月現在、地上デジタル放送完全移行までに発生する難視聴区域に対し、主に衛星による再送信が検討されているが、IPによる再送信の意見も捨てられていない。
放送法ではNHKに、放送があまねく全国に受信できるようにする義務を定め、民放には努力義務としている。そのため、過疎が進む地域でも放送局は全ての住民が受信できるよう中継局やミニサテライト局を維持している。しかし、中継局維持のための負担は大きく、民放連が全国の加盟社に調査したところ、小規模中継局の1年当たりの維持費（建て替え費用含む）は全国合計で約71億円、ミニサテライト局も約10億円で、合計約81億円かかる。しかしこれらの送信所でカバーする世帯は全国の3%未満という。この負担を軽減するため、2021年、総務省の有識者会議「デジタル時代における放送制度の在り方に関する検討会」はこの制度の見直しを議論している。同年8月にまとめた提言では、将来は光ファイバーなどの高速インターネット網で代替するよう検討を求めた。

## 区域外再放送事業者
一部のCATV事業者は再放送の期間を限定している。ただし、業務区域内に系列局の無い地上基幹放送事業者の再放送について継続または継続交渉中のCATV事業者もある。

### 特例地域

#### 徳島県
| 再送信局                                                                         | 再送信ケーブルテレビ局                                                              | 備考 |
| -------------------------------------------------------------------------------- | ----------------------------------------------------------------------------------- | ---- |
| 毎日放送 朝日放送テレビ 関西テレビ 読売テレビ テレビ大阪 サンテレビ テレビ和歌山 | ひのき                                                                              |      |
| 毎日放送 朝日放送テレビ 関西テレビ テレビ大阪 サンテレビ テレビ和歌山            | 阿波市ケーブルネットワーク                                                          |      |
| 毎日放送 朝日放送テレビ 関西テレビ テレビ大阪 サンテレビ テレビ和歌山            | エーアイテレビ                                                                      |      |
| 毎日放送 朝日放送テレビ 関西テレビ テレビ大阪 サンテレビ テレビ和歌山            | 上板町有線テレビ                                                                    |      |
| 毎日放送 朝日放送テレビ 関西テレビ テレビ大阪 サンテレビ テレビ和歌山            | ケーブルテレビあなん                                                                |      |
| 毎日放送 朝日放送テレビ 関西テレビ テレビ大阪 サンテレビ テレビ和歌山            | ケーブルテレビ徳島 （徳島市エリア）                                                 |      |
| 毎日放送 朝日放送テレビ 関西テレビ テレビ大阪 サンテレビ テレビ和歌山            | 国府町CATV                                                                          |      |
| 毎日放送 朝日放送テレビ 関西テレビ テレビ大阪 サンテレビ テレビ和歌山            | テレビ鳴門                                                                          |      |
| 毎日放送 朝日放送テレビ 関西テレビ テレビ大阪 サンテレビ テレビ和歌山            | 徳島県南メディアネットワーク                                                        |      |
| 毎日放送 朝日放送テレビ 関西テレビ テレビ大阪 サンテレビ テレビ和歌山            | 東阿波ケーブルテレビ                                                                |      |
| 毎日放送 朝日放送テレビ 関西テレビ テレビ大阪 サンテレビ                         | 石井町有線放送農業協同組合                                                          |      |
| 毎日放送 朝日放送テレビ 関西テレビ テレビ大阪 サンテレビ                         | ケーブルネットおえ                                                                  |      |
| 毎日放送 朝日放送テレビ 関西テレビ テレビ大阪 サンテレビ                         | 日本中央テレビ                                                                      |      |
| 毎日放送 朝日放送テレビ 関西テレビ テレビ大阪                                    | ケーブルテレビ徳島 （美馬市・東みよし町・神山町・佐那河内村・勝浦町・上勝町エリア） |      |
| 毎日放送 朝日放送テレビ 関西テレビ テレビ大阪                                    | テレビ阿波                                                                          |      |
| 毎日放送 朝日放送テレビ 関西テレビ テレビ和歌山                                  | ケーブルテレビ徳島 （美波町・牟岐町・海陽町エリア）                                 |      |
| 毎日放送 朝日放送テレビ 関西テレビ テレビ和歌山                                  | 那賀町ケーブルテレビ                                                                |      |
| 瀬戸内海放送 RSK山陽放送 岡山放送 テレビせとうち サンテレビ                      | 池田ケーブルネットワーク                                                            |      |

#### 佐賀県
| 再送信局                                                   | 再送信ケーブルテレビ局 | 備考        |
| ---------------------------------------------------------- | ---------------------- | ----------- |
| 九州朝日放送 RKB毎日放送 福岡放送 テレビ西日本 TVQ九州放送 | 県内の各CATV事業者     | [ 注釈 11 ] |

### 特例地域外

#### 東北地方

##### 青森県
| 再送信局                                                               | 再送信ケーブルテレビ局 | 再送信期間                                  | 備考 |
| ---------------------------------------------------------------------- | ---------------------- | ------------------------------------------- | ---- |
| 北海道文化放送 テレビ北海道                                            | 青森ケーブルテレビ     | UHB：2011年7月24日 - TVh：2016年3月1日 -    |      |
| 北海道放送 札幌テレビ放送 北海道テレビ放送 北海道文化放送 テレビ北海道 | 風間浦村営共聴システム |                                             |      |
| IBC岩手放送 テレビ岩手 岩手めんこいテレビ 岩手朝日テレビ               | 八戸テレビ放送         | mit：2008年4月 - TVI・IAT・IBC：2008年8月 - |      |
| 岩手めんこいテレビ                                                     | 三沢市ケーブルテレビ   |                                             |      |

##### 秋田県
| 再送信局       | 再送信ケーブルテレビ局 | 再送信期間       | 備考 |
| -------------- | ---------------------- | ---------------- | ---- |
| 青森テレビ     | 大館ケーブルテレビ     | 2008年10月30日 - |      |
| テレビユー山形 | 由利本荘市CATVセンター | 2010年4月 -      |      |
| IBC岩手放送    | 秋田ケーブルテレビ     | 2010年4月 -      |      |

#### 関東地方

##### 東京都
| 再送信局                       | 再送信ケーブルテレビ局                                                                    | 備考 |
| ------------------------------ | ----------------------------------------------------------------------------------------- | ---- |
| テレ玉 tvk チバテレ 群馬テレビ | としまテレビ                                                                              |      |
| テレ玉 tvk チバテレ 群馬テレビ | 瑞穂ケーブルテレビ                                                                        |      |
| テレ玉 tvk チバテレ 群馬テレビ | 入間ケーブルテレビ                                                                        |      |
| テレ玉 tvk チバテレ            | J:COM すみだ・台東                                                                        |      |
| テレ玉 tvk チバテレ            | J:COM 板橋・北                                                                            |      |
| テレ玉 tvk チバテレ            | J:COM 港・新宿                                                                            |      |
| テレ玉 tvk チバテレ            | J:COM 足立                                                                                |      |
| テレ玉 tvk チバテレ            | J:COM 江戸川                                                                              |      |
| テレ玉 tvk チバテレ            | ケーブルテレビ品川                                                                        |      |
| テレ玉 tvk チバテレ            | イッツ・コミュニケーションズ                                                              |      |
| テレ玉 tvk チバテレ            | 東京ケーブルネットワーク                                                                  |      |
| テレ玉 tvk チバテレ            | 東京ベイネットワーク                                                                      |      |
| テレ玉 tvk チバテレ            | 多摩ケーブルネットワーク                                                                  |      |
| テレ玉 tvk                     | J:COM 東京 南エリア（杉並） 西エリア（府中・小金井・国分寺） 東エリア（練馬・新座・和光） |      |
| テレ玉 tvk                     | J:COM 中野                                                                                |      |
| テレ玉 tvk                     | J:COM 八王子・日野                                                                        |      |
| テレ玉 tvk                     | J:COM 多摩                                                                                |      |
| テレ玉 tvk                     | J:COM 武蔵野・三鷹                                                                        |      |
| テレ玉 tvk                     | J:COM 西東京                                                                              |      |
| テレ玉 tvk                     | J:COM 調布                                                                                |      |
| テレ玉 tvk                     | J:COM 世田谷 （J:COM せたまち）                                                           |      |
| テレ玉 tvk                     | J:COM 町田・川崎 （J:COM せたまち）                                                       |      |
| テレ玉 tvk                     | 多摩テレビ                                                                                |      |
| テレ玉 チバテレ                | J:COM 東葛・葛飾                                                                          |      |
| tvk                            | J:COM 大田                                                                                |      |

##### 埼玉県
| 再送信局                                      | 再送信ケーブルテレビ局                         | 備考 |
| --------------------------------------------- | ---------------------------------------------- | ---- |
| TOKYO MX tvk チバテレ 群馬テレビ とちぎテレビ | ケーブルテレビ久喜 （南栗橋地区の一部）        |      |
| TOKYO MX tvk チバテレ 群馬テレビ              | 入間ケーブルテレビ                             |      |
| TOKYO MX tvk チバテレ 群馬テレビ              | 東松山ケーブルテレビ                           |      |
| TOKYO MX tvk チバテレ 群馬テレビ              | ゆずの里ケーブルテレビ                         |      |
| TOKYO MX tvk チバテレ                         | J:COM 埼玉県央                                 |      |
| TOKYO MX tvk チバテレ                         | J:COM 越谷・春日部                             |      |
| TOKYO MX tvk チバテレ                         | J:COM 草加                                     |      |
| TOKYO MX tvk チバテレ                         | J:COM 東上・川越（川越）                       |      |
| TOKYO MX tvk チバテレ                         | 狭山ケーブルテレビ                             |      |
| TOKYO MX tvk チバテレ                         | 飯能日高テレビ                                 |      |
| TOKYO MX tvk チバテレ                         | 毛呂山中央テレビ共聴組合                       |      |
| TOKYO MX tvk 群馬テレビ                       | J:COM 熊谷・深谷                               |      |
| TOKYO MX tvk                                  | J:COM さいたま北・南                           |      |
| TOKYO MX tvk                                  | J:COM 東上・川越（東上）                       |      |
| TOKYO MX tvk                                  | J:COM 所沢                                     |      |
| TOKYO MX tvk                                  | J:COM 東京 東エリア （練馬・新座・和光エリア） |      |
| TOKYO MX tvk                                  | 蕨ケーブルビジョン                             |      |
| TOKYO MX 群馬テレビ                           | テレビ行田                                     |      |
| TOKYO MX                                      | J:COM 川口・戸田                               |      |
| 群馬テレビ                                    | 本庄ケーブルテレビ                             |      |

##### 神奈川県
| 再送信局                 | 再送信ケーブルテレビ局                            | 備考 |
| ------------------------ | ------------------------------------------------- | ---- |
| TOKYO MX チバテレ テレ玉 | YOUテレビ                                         |      |
| TOKYO MX チバテレ テレ玉 | イッツ・コミュニケーションズ                      |      |
| TOKYO MX チバテレ テレ玉 | 横浜ケーブルビジョン YCV                          |      |
| TOKYO MX チバテレ テレ玉 | J:COM 横浜 （横浜テレビ局）                       |      |
| TOKYO MX テレ玉          | J:COM 町田・川崎 （J:COM せたまち）               |      |
| TOKYO MX                 | J:COM 湘南（湘南局） （藤沢、茅ヶ崎・寒川エリア） |      |
| TOKYO MX                 | J:COM 湘南（横須賀局）                            |      |
| TOKYO MX                 | J:COM 湘南（鎌倉局）                              |      |
| TOKYO MX                 | J:COM 南横浜                                      |      |
| TOKYO MX                 | J:COM 相模原・大和                                |      |
| TOKYO MX                 | J:COM かながわセントラル                          |      |
| TOKYO MX                 | J:COM 西湘                                        |      |
| TOKYO MX                 | 湘南ケーブルネットワーク                          |      |
| TOKYO MX                 | 厚木伊勢原ケーブルネットワーク                    |      |
| TOKYO MX                 | 伊豆急ケーブルネットワーク （湯河原エリア）       |      |

##### 千葉県
| 再送信局            | 再送信ケーブルテレビ局                                | 備考 |
| ------------------- | ----------------------------------------------------- | ---- |
| TOKYO MX tvk テレ玉 | J:COM 千葉セントラル                                  |      |
| TOKYO MX tvk テレ玉 | いちはらケーブルテレビ                                |      |
| TOKYO MX tvk テレ玉 | らーばんねっと                                        |      |
| TOKYO MX テレ玉     | J:COM 東葛・葛飾 （松戸、流山、野田エリア）           |      |
| TOKYO MX tvk        | J:COM 市川・浦安 （浦安エリア）                       |      |
| TOKYO MX tvk        | J:COM 東関東 （柏、我孫子、鎌ケ谷、野田、白井エリア） |      |
| TOKYO MX tvk        | J:COM YY船橋習志野 （八千代エリア）                   |      |
| TOKYO MX tvk        | J:COM 木更津                                          |      |
| TOKYO MX tvk        | 成田ケーブルテレビ                                    |      |
| TOKYO MX tvk        | ケーブルネット296                                     |      |
| TOKYO MX            | J:COM 市川・浦安 （市川エリア）                       |      |
| TOKYO MX            | J:COM YY船橋習志野 （船橋・習志野エリア）             |      |

##### 群馬県
| 再送信局                                  | 再送信ケーブルテレビ局 | 備考 |
| ----------------------------------------- | ---------------------- | ---- |
| TOKYO MX tvk チバテレ とちぎテレビ テレ玉 | わたらせテレビ         |      |
| TOKYO MX tvk チバテレ とちぎテレビ テレ玉 | 館林ケーブルテレビ     |      |
| TOKYO MX とちぎテレビ テレ玉              | 光ネット               |      |
| テレ玉                                    | J:COM 群馬             |      |

##### 栃木県
| 再送信局                                | 再送信ケーブルテレビ局 | 備考 |
| --------------------------------------- | ---------------------- | ---- |
| TOKYO MX tvk チバテレ テレ玉 群馬テレビ | わたらせテレビ         |      |
| TOKYO MX tvk チバテレ テレ玉 群馬テレビ | 栃木ケーブルテレビ     |      |
| TOKYO MX tvk チバテレ テレ玉 群馬テレビ | 佐野ケーブルテレビ     |      |
| TOKYO MX テレ玉 tvk チバテレ            | 宇都宮ケーブルテレビ   |      |
| TOKYO MX テレ玉 tvk チバテレ            | 鹿沼ケーブルテレビ     |      |
| テレ玉                                  | テレビ小山放送         |      |

##### 茨城県
| 再送信局                           | 再送信ケーブルテレビ局            | 備考 |
| ---------------------------------- | --------------------------------- | ---- |
| TOKYO MX チバテレ                  | 県内のCATV局各社                  |      |
| テレ玉 tvk 群馬テレビ とちぎテレビ | 結城ケーブルテレビ                |      |
| テレ玉 tvk 群馬テレビ とちぎテレビ | 古河ケーブルテレビ                |      |
| テレ玉 とちぎテレビ                | JWAY                              |      |
| テレ玉 とちぎテレビ                | ACCS CATV                         |      |
| tvk                                | J:COM 茨城 （土浦ケーブルテレビ） |      |

#### 甲信越地方

##### 長野県
テレビ東京については何れも2023年3月31日まで。一部を除き継続的に区域外再放送出来るよう激変緩和措置延長を各CATV会社は交渉を続けている。
| 再送信局                                            | 再送信ケーブルテレビ局                         | 再送信期間      | 備考                         |
| --------------------------------------------------- | ---------------------------------------------- | --------------- | ---------------------------- |
| テレビ東京                                          | LCV                                            | 2008年6月24日 - | 中断あり                     |
| テレビ東京                                          | テレビ松本                                     | 2008年6月24日 - | 中断あり                     |
| テレビ東京                                          | 上田ケーブルビジョン                           | 2009年6月22日 - | トランスモジュレーションのみ |
| テレビ東京                                          | 丸子テレビ放送                                 | 2009年6月22日 - | トランスモジュレーションのみ |
| テレビ東京                                          | Goolight                                       | 2009年10月1日 - |                              |
| テレビ東京                                          | 蓼科ケーブルビジョン                           | 2009年11月2日 - |                              |
| テレビ東京                                          | コミュニティテレビこもろ                       | 2009年12月1日 - |                              |
| テレビ東京                                          | 伊那ケーブルテレビジョン                       | 2010年4月12日 - |                              |
| テレビ東京                                          | ふれあいネットワーク長谷                       | 2010年4月12日 - | [ 注釈 19 ]                  |
| テレビ東京                                          | あづみ野テレビ                                 | 2010年7月1日 -  |                              |
| テレビ東京                                          | インフォメーション・ネットワーク・コミュニティ | 2010年10月6日 - |                              |
| テレビ東京                                          | 信州ケーブルテレビジョン                       | 2010年11月1日 - | トランスモジュレーションのみ |
| CBCテレビ 東海テレビ メ〜テレ 中京テレビ テレビ愛知 | 泰阜村コミュニケーションネットワーク           |                 |                              |
| CBCテレビ 東海テレビ メ〜テレ 中京テレビ テレビ愛知 | 売木村ケーブルテレビ                           |                 |                              |

##### 山梨県
テレビ東京については何れも2023年3月31日まで。継続的に区域外再放送出来るよう激変緩和措置延長を各CATV会社は交渉を続けている。
| 再送信局                                                      | 再送信ケーブルテレビ局                   | 再送信期間                    | 備考         |
| ------------------------------------------------------------- | ---------------------------------------- | ----------------------------- | ------------ |
| テレビ朝日 フジテレビ tvk                                     | 各CATV事業者                             |                               | 一部地域除く |
| フジテレビ テレビ朝日 テレビ東京 TOKYO MX テレ玉 tvk チバテレ | 峡東ケーブルネット                       |                               |              |
| フジテレビ テレビ朝日 テレビ東京 TOKYO MX テレ玉 tvk チバテレ | 山梨CATV                                 |                               |              |
| フジテレビ テレビ朝日 テレビ東京 TOKYO MX テレ玉 tvk チバテレ | 勝沼CATV                                 |                               |              |
| テレビ朝日 フジテレビ テレビ東京 TOKYO MX tvk                 | 日本ネットワークサービス                 |                               |              |
| テレビ朝日 フジテレビ テレビ東京 TOKYO MX tvk                 | 北富士有線テレビ                         |                               |              |
| テレビ朝日 フジテレビ テレビ東京 TOKYO MX tvk                 | 上野原ブロードバンドコミュニケーションズ |                               |              |
| テレビ朝日 フジテレビ テレビ東京 TOKYO MX tvk                 | ケーブルテレビ河口湖                     |                               |              |
| テレビ朝日 フジテレビ テレビ東京 TOKYO MX tvk                 | CATV富士五湖                             |                               |              |
| テレビ朝日 フジテレビ テレビ東京 TOKYO MX tvk                 | 富士川CATV                               |                               |              |
| テレビ朝日 フジテレビ テレビ東京 TOKYO MX tvk                 | 白根ケーブルネットワーク                 |                               |              |
| テレビ朝日 フジテレビ テレビ東京 TOKYO MX tvk                 | 峡西シーエーテーブイ                     |                               |              |
| テレビ朝日 フジテレビ テレビ東京 TOKYO MX tvk                 | ケーブルネットワーク大月                 |                               |              |
| テレビ朝日 フジテレビ テレビ東京 tvk チバテレ                 | 忍野CATV                                 |                               |              |
| テレビ東京                                                    | LCV                                      | 2008年6月24日 - 2023年3月31日 | 中断あり     |

#### 北陸地方

##### 富山県
| 再送信局     | 再送信ケーブルテレビ局                   | 再送信期間           | 備考        |
| ------------ | ---------------------------------------- | -------------------- | ----------- |
| 北陸朝日放送 | 射水ケーブルネットワーク                 | 2008年7月下旬 - 順次 |             |
| 北陸朝日放送 | 上婦負ケーブルテレビ                     | 2008年7月下旬 - 順次 |             |
| 北陸朝日放送 | ケーブルテレビ富山                       | 2008年7月下旬 - 順次 |             |
| 北陸朝日放送 | 高岡ケーブルネットワーク                 | 2008年7月下旬 - 順次 |             |
| 北陸朝日放送 | となみ衛星通信テレビ                     | 2008年7月下旬 - 順次 |             |
| 北陸朝日放送 | TAM（Net3）                              | 2008年7月下旬 - 順次 | [ 注釈 22 ] |
| 北陸朝日放送 | 新川インフォメーションセンター           | 2008年7月下旬 - 順次 |             |
| 北陸朝日放送 | 新川地域介護保険・ケーブルテレビ事業組合 | 2008年7月下旬 - 順次 | [ 注釈 23 ] |
| 北陸朝日放送 | 能越ケーブルネット （氷見市エリア）      | 2008年7月下旬 - 順次 |             |

##### 福井県
| 再送信局                                   | 再送信ケーブルテレビ局   | 再送信期間                                             | 備考                                          |
| ------------------------------------------ | ------------------------ | ------------------------------------------------------ | --------------------------------------------- |
| 北陸放送 北陸朝日放送                      | 大野ケーブルテレビ       | 2008年7月下旬 - 順次                                   |                                               |
| 北陸放送 北陸朝日放送                      | さかいケーブルテレビ     | 2008年7月下旬 - 順次                                   |                                               |
| 北陸放送 北陸朝日放送                      | 丹南ケーブルテレビ       | 2008年7月下旬 - 順次                                   |                                               |
| 北陸放送 北陸朝日放送                      | 福井ケーブルテレビ       | 2008年7月下旬 - 順次                                   |                                               |
| 毎日放送 朝日放送テレビ KBS京都 びわ湖放送 | 嶺南ケーブルネットワーク | MBS・ABC：2008年12月1日 - BBC・KBS京都：2011年6月1日 - | HFCのエリアはトランスモジュレーション方式のみ |
| 毎日放送 朝日放送テレビ KBS京都 びわ湖放送 | 美方ケーブルネットワーク |                                                        | HFCのエリアはトランスモジュレーション方式のみ |
| 毎日放送 朝日放送テレビ KBS京都            | eo光テレビ               | MBS・ABC：2009年11月1日 - KBS京都：2011年 -            | 大飯郡高浜町の区域に限る                      |
| 毎日放送 朝日放送テレビ KBS京都            | ケーブルテレビ若狭小浜   | KBS京都：2011年6月1日 -                                |                                               |
| 毎日放送 朝日放送テレビ びわ湖放送         | 福井ケーブルテレビ       | MBS・ABC：2009年12月1日 - BBC：2011年7月 -             | [ 注釈 26 ]                                   |

#### 東海地方

##### 愛知県
| 再送信局            | 再送信ケーブルテレビ局               | 備考                                 |
| ------------------- | ------------------------------------ | ------------------------------------ |
| 岐阜放送 三重テレビ | アイ・シー・シー                     |                                      |
| 岐阜放送 三重テレビ | 稲沢シーエーティーヴィ               |                                      |
| 岐阜放送 三重テレビ | 西尾張シーエーティーヴィ             |                                      |
| 三重テレビ          | キャッチネットワーク                 |                                      |
| 三重テレビ          | グリーンシティケーブルテレビ         |                                      |
| 三重テレビ          | CAC                                  |                                      |
| 三重テレビ          | スターキャット・ケーブルネットワーク |                                      |
| 三重テレビ          | 知多半島ケーブルネットワーク         |                                      |
| 三重テレビ          | 知多メディアスネットワーク           |                                      |
| 三重テレビ          | 中部ケーブルネットワーク             | 豊川市の区域を除く                   |
| 三重テレビ          | 名古屋ケーブルビジョン               |                                      |
| 三重テレビ          | 豊橋ケーブルネットワーク             | 田原市のうち、旧渥美町の区域に限る。 |
| 三重テレビ          | 西尾張シーエーティーヴィ             |                                      |
| 三重テレビ          | ひまわりネットワーク                 |                                      |
| 三重テレビ          | コミュファ光テレビ                   | 一部地域を除く                       |

##### 岐阜県
| 再送信局                                              | 再送信ケーブルテレビ局 | 備考                       |
| ----------------------------------------------------- | ---------------------- | -------------------------- |
| テレビ愛知                                            | 大垣ケーブルテレビ     |                            |
| テレビ愛知                                            | おりべネットワーク     |                            |
| テレビ愛知                                            | ケーブルテレビ可児     |                            |
| テレビ愛知                                            | シーシーエヌ           |                            |
| テレビ愛知                                            | コミュファ光テレビ     | 岐阜市郊外など一部を除く   |
| 北日本放送 北陸朝日放送 チューリップテレビ 富山テレビ | となみ衛星通信テレビ   | 大野郡白川村小白川地区のみ |

##### 三重県
| 再送信局                                                   | 再送信ケーブルテレビ局           | 再送信期間       | 備考                       |
| ---------------------------------------------------------- | -------------------------------- | ---------------- | -------------------------- |
| テレビ愛知                                                 | ZTV （津広域・亀山・伊勢地域）   |                  | [ 注釈 28 ]                |
| テレビ愛知                                                 | ケーブルネット鈴鹿               |                  |                            |
| テレビ愛知                                                 | シー・ティー・ワイ               |                  |                            |
| テレビ愛知                                                 | 松阪ケーブルテレビ・ステーション |                  |                            |
| テレビ愛知                                                 | ラッキータウンテレビ             |                  |                            |
| テレビ愛知                                                 | コミュファ光テレビ               |                  | 伊賀市・名張市等一部を除く |
| 毎日放送 朝日放送テレビ 関西テレビ 読売テレビ テレビ和歌山 | ZTV（紀南地域）                  |                  |                            |
| 毎日放送 朝日放送テレビ 関西テレビ 読売テレビ              | 伊賀上野ケーブルテレビ           | 2008年10月27日 - |                            |
| 毎日放送 朝日放送テレビ 関西テレビ 読売テレビ              | アドバンスコープ                 | 2010年8月1日 -   |                            |

##### 静岡県
テレビ東京・テレビ愛知については何れも一部地域を除き2023年3月31日までに延長された。さらに継続的に区域外再放送出来るよう激変緩和措置延長を各CATV会社は交渉を続けている。
| 再送信局                | 再送信ケーブルテレビ局               | 再送信期間                        | 備考                                     |
| ----------------------- | ------------------------------------ | --------------------------------- | ---------------------------------------- |
| テレビ東京 TOKYO MX tvk | 伊豆急ケーブルネットワーク           | TX：2011年4月25日 - 2026年3月31日 |                                          |
| テレビ東京 TOKYO MX tvk | 伊東テレビクラブ                     | TX：2011年4月5日 - 2023年3月31日  | [ 注釈 29 ]                              |
| テレビ東京 TOKYO MX tvk | 東豆有線                             | TX：2011年4月5日 -                | [ 注釈 29 ] [ 注釈 30 ]                  |
| テレビ東京 TOKYO MX tvk | 東伊豆有線テレビ放送（ハイキャット） | TX：2011年6月1日 - 2023年3月31日  | [ 注釈 31 ]                              |
| テレビ東京 TOKYO MX tvk | 下田有線テレビ放送                   |                                   | [ 注釈 30 ]                              |
| テレビ東京 TOKYO MX tvk | 伊東アンテナ協会                     |                                   |                                          |
| テレビ東京 tvk          | 小林テレビ設備                       | TX：2011年4月1日 - 2023年3月31日  | [ 注釈 30 ]                              |
| テレビ東京 tvk          | 新光アンテナ設備                     | TX： - 2023年3月31日              |                                          |
| テレビ東京 tvk          | TOKAIケーブルネットワーク            | TX：2011年7月13日 - 2026年3月31日 | 焼津市、藤枝市および島田市の区域を除く。 |
| テレビ愛知              | 浜松ケーブルテレビ                   | 2011年5月1日 - 2023年3月31日      | 2005年6月30日現在の浜松市の区域に限る。  |

#### 近畿広域圏

##### 大阪府
| 再送信局       | 再送信ケーブルテレビ局   | 再送信期間      | 備考                                   |
| -------------- | ------------------------ | --------------- | -------------------------------------- |
| サンテレビ     | 府内のCATV局各社         |                 |                                        |
| KBS京都        | ケイ・キャット           |                 | eo光テレビを含むものの北部一部地域除く |
| KBS京都        | 近鉄ケーブルネットワーク |                 |                                        |
| KBS京都        | J:COM 北河内             | 2009年12月1日 - |                                        |
| KBS京都        | J:COM 高槻               | 2009年12月1日 - |                                        |
| KBS京都        | J:COM 吹田               | 2009年12月1日 - |                                        |
| KBS京都        | J:COM 東大阪             | 2009年12月1日 - |                                        |
| KBS京都        | J:COM 北摂               | 2011年7月19日 - |                                        |
| KBS京都        | J:COM 大阪               | 2011年7月19日 - |                                        |
| KBS京都        | J:COM かわち             | 2011年7月19日 - |                                        |
| KBS京都        | J:COM 堺                 | 2011年7月19日 - |                                        |
| KBS京都        | J:COM 和泉               | 2011年7月19日 - |                                        |
| KBS京都        | J:COM 泉大津             | 2011年7月19日 - |                                        |
| KBS京都        | J:COM 南大阪             | 2011年7月19日 - |                                        |
| KBS京都        | J:COM りんくう           | 2011年7月19日 - |                                        |
| KBS京都        | J:COM 大阪セントラル     | 2011年7月19日 - |                                        |
| 奈良テレビ放送 | 近鉄ケーブルネットワーク |                 |                                        |

##### 兵庫県
| 再送信局           | 再送信ケーブルテレビ局           | 備考             |
| ------------------ | -------------------------------- | ---------------- |
| テレビ大阪 KBS京都 | ベイ・コミュニケーションズ       |                  |
| テレビ大阪 KBS京都 | 養父市ケーブルテレビジョン       |                  |
| テレビ大阪 KBS京都 | 朝来市ケーブルテレビ             |                  |
| テレビ大阪         | ジェイコムウエスト               |                  |
| テレビ大阪         | J:COM 神戸・三木                 |                  |
| テレビ大阪         | 淡路島テレビジョン               |                  |
| テレビ大阪         | 明石ケーブルテレビ               |                  |
| テレビ大阪         | BAN-BANテレビ                    |                  |
| テレビ大阪         | 姫路ケーブルテレビ               | [ 注釈 32 ]      |
| テレビ大阪         | 加東ケーブルビジョン             |                  |
| テレビ大阪         | 神河町ケーブルテレビネットワーク |                  |
| テレビ大阪         | ケイ・キャット eo光テレビ        | 北部一部地域除く |
| テレビせとうち     | 上郡町ケーブルテレビ             |                  |

##### 京都府
| 再送信局                             | 再送信ケーブルテレビ局                                                 | 備考                                   |
| ------------------------------------ | ---------------------------------------------------------------------- | -------------------------------------- |
| サンテレビ テレビ大阪 奈良テレビ放送 | KCN京都 （京田辺市・木津川市・精華町・宇治市・城陽市・久御山町エリア） |                                        |
| テレビ大阪                           | J:COM 京都みやびじょん                                                 |                                        |
| テレビ大阪                           | ケイ・キャット                                                         | eo光テレビを含むものの北部一部地域除く |
| テレビ大阪                           | 南丹市情報センター                                                     |                                        |
| テレビ大阪                           | ZTV                                                                    |                                        |
| 奈良テレビ放送                       | KCN京都 （笠置町・南山城村エリア）                                     | [ 注釈 33 ] [ 注釈 34 ] [ 32 ]         |

##### 滋賀県
| 再送信局 | 再送信ケーブルテレビ局             | 備考 |
| -------- | ---------------------------------- | ---- |
| KBS京都  | 東近江ケーブルネットワーク         |      |
| KBS京都  | ZTV                                |      |
| KBS京都  | ケイ・キャット（eo光テレビを含む） |      |

##### 奈良県
| 再送信局                      | 再送信ケーブルテレビ局                          | 備考 |
| ----------------------------- | ----------------------------------------------- | ---- |
| サンテレビ テレビ大阪 KBS京都 | 近鉄ケーブルネットワーク （KCN eo光テレビ含む） |      |
| テレビ大阪 KBS京都            | ケイ・キャット eo光テレビ                       |      |

#### 中国・四国地方

##### 広島県
| 再送信局       | 再送信ケーブルテレビ局 | 備考        |
| -------------- | ---------------------- | ----------- |
| テレビせとうち | MCAT                   | [ 注釈 35 ] |
| テレビせとうち | 東広島ケーブルメディア | [ 注釈 36 ] |
| テレビせとうち | ちゅピCOMおのみち      |             |

##### 山口県
| 再送信局                                                   | 再送信ケーブルテレビ局                | 再送信期間                                                       | 備考                                        |
| ---------------------------------------------------------- | ------------------------------------- | ---------------------------------------------------------------- | ------------------------------------------- |
| 中国放送 広島テレビ 広島ホームテレビ テレビ新広島          | アイ・キャン                          | TSS：2008年8月8日 - HTV・HOME・RCC：2009年5月13日 -              | 岩国・本郷・美和・由宇・和木エリアのみ      |
| テレビ新広島                                               | 周防ケーブルネット                    |                                                                  |                                             |
| RKB毎日放送 九州朝日放送 福岡放送 テレビ西日本 TVQ九州放送 | ケーブルネット下関                    | TNC：2008年11月 - TVQ：2011年4月14日 - FBS・KBC・RKB：2009年秋 - |                                             |
| テレビ西日本 TVQ九州放送                                   | 萩ケーブルネットワーク                | TNC：2008年8月 - TVQ：2011年7月24日 -                            | トランスモジュレーション方式のみ（STB視聴） |
| テレビ西日本 TVQ九州放送                                   | 萩市総合情報施設 （旭・むつみエリア） |                                                                  |                                             |
| テレビ西日本 TVQ九州放送                                   | Kビジョン                             | TVQ：2011年7月24日 -                                             |                                             |
| テレビ西日本 TVQ九州放送                                   | シティーケーブル周南                  | TVQ：2011年7月24日 -                                             |                                             |
| テレビ西日本 TVQ九州放送                                   | 美祢市有線テレビ                      | TVQ：2011年7月24日 -                                             |                                             |
| テレビ西日本 TVQ九州放送                                   | 山口ケーブルビジョン                  | TNC：2008年11月 - TVQ：2011年7月24日 -                           |                                             |
| テレビ西日本 TVQ九州放送                                   | ほっちゃテレビ                        | TNC：2009年4月1日 - TVQ：2011年7月24日 -                         |                                             |
| テレビ西日本 TVQ九州放送                                   | メディアリンク                        |                                                                  |                                             |
| テレビ西日本                                               | 萩市総合情報施設 （川上・福栄エリア） |                                                                  | [ 注釈 37 ]                                 |
| テレビ西日本                                               | Kビジョン （平生町・上関町エリア）    |                                                                  | [ 注釈 37 ]                                 |

##### 島根県
| 再送信局                                   | 再送信ケーブルテレビ局                          | 再送信期間 | 備考        |
| ------------------------------------------ | ----------------------------------------------- | --- | ----------- |
| 広島ホームテレビ テレビせとうち サンテレビ | 山陰ケーブルビジョン（MABLE）                   | HOME：2010年4月1日 - （旧鹿島町エリア、旧東出雲町エリアは2011年4月1日 - ） TSC：2011年4月1日 - SUN：2011年7月11日 - |             |
| 広島ホームテレビ テレビせとうち サンテレビ | 山陰ケーブルビジョン （やすぎどじょっこテレビ） | HOME：2011年4月1日 - SUN：2012年11月1日 - TSC：2018年6月1日 - （安来市等の働きかけもあり、再放送が可能となった）    | [ 注釈 38 ] |
| 広島ホームテレビ テレビせとうち            | 出雲ケーブルビジョン                            | HOME：2010年7月1日 - TSC：2011年6月15日 -                                                                           | [ 注釈 39 ] |
| 広島ホームテレビ サンテレビ                | ひらたCATV                                      | HOME：2010年4月1日 - SUN：2011年7月4日 -                                                                            | [ 注釈 40 ] |
| 広島ホームテレビ                           | おおなんケーブルテレビ                          | 2009年夏 - | [ 注釈 41 ] |
| 広島ホームテレビ                           | 石見銀山テレビ放送                              | 2010年4月1日 - |             |
| 広島ホームテレビ                           | 雲南夢ネット                                    | 2010年9月1日 - |             |
| 広島ホームテレビ                           | 石見ケーブルビジョン                            | 2010年11月1日 - |             |
| 広島ホームテレビ                           | 奥出雲町情報通信協会                            | 2010年11月18日 - | [ 注釈 42 ] |
| 広島ホームテレビ                           | まげなねっと                                    | 2011年4月1日 - 開局と同時                                                                                           |             |
| 山口朝日放送                               | サンネットにちはら                              | 2010年4月1日 - |             |
| 山口朝日放送                               | ひとまろビジョン                                | 2011年4月1日 - 開局と同時                                                                                           | [ 注釈 44 ] |

##### 鳥取県
| 再送信局                                 | 再送信ケーブルテレビ局                          | 再送信期間                                                                           | 備考                             |
| ---------------------------------------- | ----------------------------------------------- | ------------------------------------------------------------------------------------ | -------------------------------- |
| 朝日放送テレビ テレビせとうち サンテレビ | 日本海ケーブルネットワーク （鳥取エリア）       | ABC：2009年12月1日 - SUN：2010年12月1日 - TSC：2011年4月1日 -                        | トランスモジュレーション方式のみ |
| 朝日放送テレビ テレビせとうち サンテレビ | 鳥取テレトピア                                  | ABC：2009年12月1日 - SUN：2010年12月1日 - TSC：2011年4月1日 -                        | トランスモジュレーション方式のみ |
| 瀬戸内海放送 テレビせとうち サンテレビ   | 日本海ケーブルネットワーク （倉吉・三朝エリア） | KSB：2009年10月1日 - SUN：2010年12月1日 - TSC：2011年4月1日 -                        | トランスモジュレーション方式のみ |
| 瀬戸内海放送 テレビせとうち サンテレビ   | 鳥取中央有線放送                                | KSB：2009年10月1日 - TSC・SUN：2011年4月1日 -                                        |                                  |
| 瀬戸内海放送 テレビせとうち サンテレビ   | 中海テレビ放送 （伯耆町有線テレビ放送を含む）   | KSB：2009年2月 - TSC：2011年3月1日 - （日野町は2021年4月1日 - ） SUN：2011年4月1日 - | トランスモジュレーション方式のみ |
| 朝日放送テレビ サンテレビ                | 日本海ケーブルネットワーク （岩美エリア）       | ABC：2010年7月1日 - 開局と同時 SUN：2010年12月1日 -                                  | トランスモジュレーション方式のみ |
| 瀬戸内海放送                             | 全関西ケーブルテレビジョン （ACTV八頭局）       | 2013年7月1日 -                                                                       | [ 注釈 48 ]                      |

##### 岡山県
| 再送信局   | 再送信ケーブルテレビ局                             | 再送信期間      | 備考        |
| ---------- | -------------------------------------------------- | --------------- | ----------- |
| サンテレビ | 倉敷ケーブルテレビ（KCT）                          |                 | [ 注釈 49 ] |
| サンテレビ | 岡山ネットワーク（oniビジョン）                    | 2009年3月1日 -  |             |
| サンテレビ | 玉島テレビ放送（たまテレ）                         | 2009年10月1日 - | [ 注釈 50 ] |
| サンテレビ | 吉備ケーブルテレビ（KBC）                          | 2009年11月1日 - |             |
| サンテレビ | 鏡野町有線テレビ（KYT）                            | 2009年12月 -    |             |
| サンテレビ | 笠岡放送（ゆめネット）                             | 2010年1月21日 - |             |
| サンテレビ | 井原放送（ICV）                                    | 2010年1月 -     | [ 注釈 51 ] |
| サンテレビ | 真庭ひかりネットワーク （真庭いきいきテレビ・mit） | 2010年4月22日 - |             |
| サンテレビ | 美作市ケーブルテレビ                               | 2010年6月 -     |             |
| サンテレビ | あわくら光ネット                                   |                 |             |
| サンテレビ | 矢掛放送（YCT）                                    |                 |             |
| サンテレビ | テレビ津山（ごんごネット）                         | 2011年4月1日 -  |             |
| サンテレビ | みさきネット                                       |                 |             |
| サンテレビ | 日生有線テレビ（ひなビジョン）                     |                 |             |

##### 香川県
| 再送信局   | 再送信ケーブルテレビ局 | 再送信期間     | 備考 |
| ---------- | ---------------------- | -------------- | ---- |
| サンテレビ | KBN                    | 2009年3月5日 - |      |
| サンテレビ | ケーブルメディア四国   | 2009年4月1日 - |      |
| サンテレビ | 中讃ケーブルビジョン   | 2011年7月1日 - |      |

##### 愛媛県
| 再送信局                                          | 再送信ケーブルテレビ局 | 再送信期間       | 備考                             |
| ------------------------------------------------- | ---------------------- | ---------------- | -------------------------------- |
| 中国放送 広島テレビ 広島ホームテレビ テレビ新広島 | 上島町CATV（弓削局）   |                  |                                  |
| RSK山陽放送 瀬戸内海放送                          | 上島町CATV（魚島局）   |                  |                                  |
| テレビせとうち                                    | 四国中央テレビ         | 2010年10月13日 - |                                  |
| テレビせとうち                                    | 今治CATV               | 2010年11月 -     |                                  |
| テレビせとうち                                    | ハートネットワーク     | 2011年6月1日 -   | トランスモジュレーション方式のみ |
| テレビせとうち                                    | 上島町CATV             |                  |                                  |

##### 高知県
| 再送信局       | 再送信ケーブルテレビ局       | 再送信期間      | 備考 |
| -------------- | ---------------------------- | --------------- | ---- |
| 愛媛朝日テレビ | 西南地域ネットワーク         |                 |      |
| 愛媛朝日テレビ | 四万十町ケーブルネットワーク | 2009年10月1日 - |      |
| 愛媛朝日テレビ | 黒潮町光ネットワーク         |                 |      |
| 瀬戸内海放送   | 高知ケーブルテレビ           | 2011年2月18日 - |      |
| 瀬戸内海放送   | 香南ケーブルテレビ           | 2011年5月17日 - |      |
| 瀬戸内海放送   | よさこいケーブルネット       | 2011年7月1日 -  |      |

#### 九州・沖縄地方

##### 長崎県
| 再送信局                                                               | 再送信ケーブルテレビ局         | 再送信期間                                                             | 備考 |
| ---------------------------------------------------------------------- | ------------------------------ | ---------------------------------------------------------------------- | ---- |
| RKB毎日放送 九州朝日放送 福岡放送 テレビ西日本 TVQ九州放送             | 対馬市CATV                     |                                                                        |      |
| RKB毎日放送 九州朝日放送 福岡放送 テレビ西日本 TVQ九州放送             | 諫早ケーブルテレビジョン放送   | TVQ：2008年12月1日 - KBC・RKB・FBS：2009年8月1日 - TNC：2011年7月 -    |      |
| RKB毎日放送 九州朝日放送 福岡放送 テレビ西日本 TVQ九州放送             | ひまわりてれび                 | TVQ：2009年4月27日 - KBC・FBS・TNC：2012年2月1日 - RKB：2012年4月1日 - |      |
| NHK福岡総合 九州朝日放送 RKB毎日放送 福岡放送 テレビ西日本 TVQ九州放送 | 壱岐市ケーブルテレビ           | 2011年4月1日 -                                                         |      |
| TVQ九州放送                                                            | 長崎ケーブルメディア           | 2008年12月1日 -                                                        |      |
| TVQ九州放送                                                            | 九州テレ・コミュニケーションズ | 2011年 -                                                               |      |

##### 大分県
| 再送信局                                                   | 再送信ケーブルテレビ局       | 再送信期間                                  | 備考        |
| ---------------------------------------------------------- | ---------------------------- | ------------------------------------------- | ----------- |
| RKB毎日放送 九州朝日放送 福岡放送 テレビ西日本 TVQ九州放送 | KCVコミュニケーションズ      | 2007年4月5日 -                              | [ 注釈 54 ] |
| 福岡放送 テレビ西日本 TVQ九州放送                          | 大分ケーブルテレコム         | 2007年9月 -                                 | [ 注釈 55 ] |
| 福岡放送 テレビ西日本 TVQ九州放送                          | 大分ケーブルネットワーク     | 2007年9月 -                                 | [ 注釈 55 ] |
| 福岡放送 テレビ西日本 TVQ九州放送                          | ケーブルテレビ佐伯           | 2007年9月 -                                 |             |
| 福岡放送 テレビ西日本 TVQ九州放送                          | CTBメディア                  | 2007年9月 -                                 |             |
| 福岡放送 テレビ西日本 TVQ九州放送                          | 杵築市ケーブルネットワーク   | 2009年4月 -                                 |             |
| 福岡放送 テレビ西日本 TVQ九州放送                          | 国東市ケーブルテレビセンター | 2009年4月 -                                 |             |
| 福岡放送 テレビ西日本 TVQ九州放送                          | 臼杵市ケーブルネットワーク   | 2009年4月 -                                 |             |
| 福岡放送 テレビ西日本 TVQ九州放送                          | ここのえケーブルテレビ       | 2010年12月20日 -                            |             |
| 福岡放送 テレビ西日本 TVQ九州放送                          | たけたケーブルテレビ         |                                             |             |
| 福岡放送 テレビ西日本 TVQ九州放送                          | 東大分システム               | TVQ：2010年12月 - FBS・TNC：2012年1月中旬 - | [ 注釈 56 ] |

##### 宮崎県
| 再送信局                                            | 再送信ケーブルテレビ局           | 再送信期間     | 備考                                                                                  |
| --------------------------------------------------- | -------------------------------- | -------------- | ------------------------------------------------------------------------------------- |
| くまもと県民テレビ 熊本朝日放送                     | ケーブルメディアワイワイ         | 2008年8月4日 - | トランスモジュレーション方式のみ                                                      |
| くまもと県民テレビ 熊本朝日放送                     | 高千穂町光ケーブルネットワーク   |                | トランスモジュレーション方式のみ                                                      |
| くまもと県民テレビ 熊本朝日放送                     | ひのかげケーブルネットワーク     |                | トランスモジュレーション方式のみ                                                      |
| くまもと県民テレビ 熊本朝日放送                     | 美郷町ケーブルテレビネットワーク |                | トランスモジュレーション方式のみ                                                      |
| くまもと県民テレビ 熊本朝日放送                     | 諸塚村ケーブルテレビ             | 2023年5月1日 - |                                                                                       |
| 南日本放送 鹿児島テレビ 鹿児島放送 鹿児島読売テレビ | BTV（都城局）                    |                |                                                                                       |
| 鹿児島放送 鹿児島読売テレビ                         | 宮崎ケーブルテレビ（MCN）        | 2008年8月5日 - | トランスモジュレーション方式のみ アナログ再送信もデジタル再送信と同時に再開されている |
| 鹿児島放送 鹿児島読売テレビ                         | QTnet （BBIQ光テレビ）           | 2020年7月1日 - | トランスモジュレーション方式のみ                                                      |
| 鹿児島放送 鹿児島読売テレビ                         | BTV（日南局、西諸局）            |                |                                                                                       |

##### 鹿児島県
| 再送信局                                     | 再送信ケーブルテレビ局 | 再送信期間     | 備考   |
| -------------------------------------------- | ---------------------- | -------------- | ------ |
| 宮崎放送 テレビ宮崎                          | BTV（都城局）          | 2021年3月1日 - | [ 35 ] |
| NHK沖縄総合 琉球放送 琉球朝日放送 沖縄テレビ | 和泊町有線テレビ       |                | [ 36 ] |

##### 沖縄県
| 再送信局         | 再送信ケーブルテレビ局   | 再送信期間      | 備考         |
| ---------------- | ------------------------ | --------------- | ------------ |
| 鹿児島読売テレビ | 沖縄ケーブルネットワーク | 2019年8月1日 -  | 一部番組のみ |
| 鹿児島読売テレビ | 宮古テレビ               | 2022年10月1日 - | 一部番組のみ |

### 廃止

#### デジタル
| 都道府県名 | 再送信局                                          | 再送信ケーブルテレビ局     | 再送信期間                                                                    | 備考                               |
| ---------- | ------------------------------------------------- | -------------------------- | ----------------------------------------------------------------------------- | ---------------------------------- |
| 新潟県     | テレビ東京                                        | 上越ケーブルビジョン       | 2011年3月 - 2014年7月24日                                                     |                                    |
| 長野県     | 日本テレビ TBS テレビ朝日 フジテレビ              | LCV                        | 2008年6月24日 - 2014年7月24日                                                 | 中断あり                           |
| 長野県     | 日本テレビ TBS テレビ朝日 フジテレビ              | テレビ松本                 | 2008年6月24日 - 2014年7月24日                                                 | 中断あり                           |
| 長野県     | 日本テレビ TBS テレビ朝日 フジテレビ              | 上田ケーブルビジョン       | 2009年6月22日 - 2014年7月24日                                                 | トランスモジュレーションのみ       |
| 長野県     | 日本テレビ TBS テレビ朝日 フジテレビ              | 丸子テレビ放送             | 2009年6月22日 - 2014年7月24日                                                 | トランスモジュレーションのみ       |
| 長野県     | 日本テレビ TBS テレビ朝日 フジテレビ              | 須高ケーブルテレビ         | 2009年10月1日 - 2014年7月24日                                                 | トランスモジュレーションのみ       |
| 長野県     | 日本テレビ TBS テレビ朝日 フジテレビ              | 蓼科ケーブルビジョン       | 2009年11月2日 - 2014年7月24日                                                 |                                    |
| 長野県     | 日本テレビ TBS テレビ朝日 フジテレビ              | コミュニティテレビこもろ   | 2009年12月1日 - 2014年7月24日                                                 |                                    |
| 長野県     | 日本テレビ TBS テレビ朝日 フジテレビ              | 伊那ケーブルテレビジョン   | 2010年4月12日 - 2014年7月24日                                                 | トランスモジュレーションのみ       |
| 長野県     | 日本テレビ TBS テレビ朝日 フジテレビ              | ふれあいネットワーク長谷   | 2010年4月12日 - 2014年7月24日                                                 | 伊那ケーブルテレビジョンに業務委託 |
| 長野県     | 日本テレビ TBS テレビ朝日 フジテレビ              | あづみ野テレビ             | 2010年7月1日 - 2014年7月24日                                                  |                                    |
| 長野県     | 日本テレビ TBS テレビ朝日 フジテレビ              | 協和ビジョン               |                                                                               |                                    |
| 山梨県     | 静岡放送 テレビ静岡 静岡朝日テレビ 静岡第一テレビ | 峡南CATV                   | 2006年4月 - 2007年1月                                                         |                                    |
| 山梨県     | TBS                                               | 河口湖有線テレビ放送       | 2010年10月1日 - 2013年10月31日                                                |                                    |
| 山梨県     | テレビ朝日 フジテレビ テレビ東京 tvk              | 笛吹きらめきテレビ         | 2011年5月9日 - 2014年1月31日                                                  | [ 注釈 59 ]                        |
| 山梨県     | 日本テレビ TBS                                    | ケーブルネットワーク大月   | - 2014年7月24日                                                               |                                    |
| 山梨県     | 日本テレビ TBS                                    | 河口湖有線テレビ放送       | - 2014年7月24日                                                               |                                    |
| 山梨県     | 日本テレビ TBS                                    | CATV富士五湖               | - 2014年7月24日                                                               |                                    |
| 山梨県     | 日本テレビ TBS テレビ朝日 フジテレビ              | LCV                        | 2008年6月24日 - 2014年7月24日                                                 | 中断あり                           |
| 静岡県     | 日本テレビ TBS テレビ朝日 フジテレビ              | 小林テレビ設備             | 2010年12月1日 - 2014年9月30日                                                 | [ 注釈 60 ]                        |
| 静岡県     | 日本テレビ TBS テレビ朝日 フジテレビ              | TOKAIコミュニケーションズ  | NTV・TBS：2011年1月11日 - 2014年7月24日 EX・CX：2011年7月24日 - 2014年7月24日 | [ 注釈 60 ]                        |
| 静岡県     | 日本テレビ TBS テレビ朝日 フジテレビ              | 下田有線テレビ放送         | 2011年 - 2014年9月30日                                                        | [ 注釈 60 ]                        |
| 静岡県     | 日本テレビ TBS テレビ朝日 フジテレビ              | 伊東テレビクラブ           | 2011年4月5日 - 2018年9月30日                                                  | [ 注釈 60 ]                        |
| 静岡県     | 日本テレビ TBS テレビ朝日 フジテレビ              | 東豆有線                   | 2011年4月5日 - 2018年9月30日                                                  | [ 注釈 60 ]                        |
| 静岡県     | 日本テレビ TBS テレビ朝日 フジテレビ              | 伊豆急ケーブルネットワーク | 2011年4月25日 - 2018年9月30日                                                 | [ 注釈 60 ]                        |
| 静岡県     | 日本テレビ TBS テレビ朝日 フジテレビ              | 東伊豆有線テレビ放送       | NTV・EX・CX：2011年6月1日 - 2014年9月30日 TBS：2011年7月1日 - 2014年9月30日   | [ 注釈 60 ]                        |
| 静岡県     | CBCテレビ 東海テレビ メ〜テレ 中京テレビ          | 浜松ケーブルテレビ         | 2011年4月11日 - 2013年10月31日                                                | [ 注釈 62 ]                        |
| 島根県     | 広島ホームテレビ                                  | ひゃこるネットみすみ       | 2010年12月1日 - 2023年3月31日                                                 | [ 注釈 63 ]                        |
| 長崎県     | 熊本放送                                          | 西九州電設                 | 2009年1月10日 - 2012年3月31日                                                 | [ 注釈 64 ]                        |
| 大分県     | RKB毎日放送 九州朝日放送                          | CTBメディア                | 2007年9月 - 2015年2月28日                                                     |                                    |
| 大分県     | RKB毎日放送 九州朝日放送                          | ケーブルテレビ佐伯         | 2007年9月 - 2015年11月30日                                                    | [ 41 ]                             |
| 大分県     | RKB毎日放送 九州朝日放送                          | 大分ケーブルテレコム       | 2007年9月 - 2016年3月31日                                                     |                                    |
| 大分県     | RKB毎日放送 九州朝日放送                          | 大分ケーブルネットワーク   | 2007年9月 - 2016年3月31日                                                     |                                    |

#### アナログ

##### デジアナ変換終了時
原則として2015年（平成27年）3月末に、第18回統一地方選挙の実施地域の一部は4月中に終了。

###### 業務区域内に系列局がない
太字はデジタル再放送も実施。太字斜体はトランスモジュレーションでのみ再放送を行っていた（クロスネット局のサブネット（半々の編成の場合、加盟する系列全て）、放送対象地域外の独立放送局、業務区域が放送対象地域内の局であるが受信不可能な場合も含む）。
東北地方
| 都道府県名 | 再送信ケーブルテレビ局 | 再送信局                    | 備考 |
| ---------- | ---------------------- | --------------------------- | ---- |
| 青森県     | 青森ケーブルテレビ     | テレビ北海道 北海道文化放送 |      |
| 青森県     | 風間浦村営共聴システム | テレビ北海道 北海道文化放送 |      |
| 青森県     | 三沢市ケーブルテレビ   | 岩手めんこいテレビ          |      |
| 青森県     | 八戸テレビ放送         | 岩手めんこいテレビ          |      |
| 青森県     | 五戸町ケーブルテレビ   | 岩手めんこいテレビ          |      |
| 青森県     | 田子町ケーブルテレビ   | 岩手めんこいテレビ          |      |
| 秋田県     | 秋田ケーブルテレビ     | IBC岩手放送                 |      |
| 秋田県     | 大館ケーブルテレビ     | 青森テレビ                  |      |
| 秋田県     | 由利本荘市CATVセンター | テレビユー山形              |      |

北関東
| 都道府県名 | 再送信ケーブルテレビ局                   | 再送信局                                                 | 備考        |
| ---------- | ---------------------------------------- | -------------------------------------------------------- | ----------- |
| 群馬県     | 栃木ケーブルテレビ（CC9）                | TOKYO MX テレビ埼玉 テレビ神奈川 チバテレビ とちぎテレビ |             |
| 群馬県     | 群馬ケーブルメディア（OTV）              | TOKYO MX テレビ埼玉 とちぎテレビ                         |             |
| 栃木県     | 栃木ケーブルテレビ（CC9）                | TOKYO MX テレビ埼玉 テレビ神奈川 チバテレビ 群馬テレビ   |             |
| 栃木県     | 足利ケーブルテレビ（わたらせテレビ）     | TOKYO MX テレビ埼玉 テレビ神奈川 チバテレビ 群馬テレビ   |             |
| 栃木県     | 佐野ケーブルテレビ（SCTV）               | TOKYO MX テレビ埼玉 テレビ神奈川 チバテレビ 群馬テレビ   |             |
| 栃木県     | 宇都宮ケーブルテレビ（U・CAT・V）        | TOKYO MX テレビ埼玉 テレビ神奈川 チバテレビ              |             |
| 栃木県     | 鹿沼ケーブルテレビ（BC9）                | TOKYO MX テレビ埼玉 テレビ神奈川 チバテレビ              |             |
| 栃木県     | テレビ小山放送（TVO）                    | テレビ埼玉                                               |             |
| 茨城県     | リバーシティ・ケーブルテレビ             | TOKYO MX テレビ埼玉 チバテレビ 群馬テレビ とちぎテレビ   |             |
| 茨城県     | 研究学園都市コミュニティケーブルサービス | TOKYO MX テレビ埼玉 チバテレビ とちぎテレビ              | [ 注釈 65 ] |
| 茨城県     | JWAY                                     | TOKYO MX テレビ埼玉 チバテレビ とちぎテレビ              |             |
| 茨城県     | 土浦ケーブルテレビ                       | TOKYO MX テレビ神奈川 チバテレビ                         |             |
| 茨城県     | 常総ケーブルメディア                     | チバテレビ                                               |             |

南関東（東京都除く）
| 都道府県名 | 再送信ケーブルテレビ局                                           | 再送信局                                    | 備考        |
| ---------- | ---------------------------------------------------------------- | ------------------------------------------- | ----------- |
| 埼玉県     | 東松山ケーブルテレビ                                             | TOKYO MX テレビ神奈川 チバテレビ 群馬テレビ |             |
| 埼玉県     | 入間ケーブルテレビ                                               | TOKYO MX テレビ神奈川 チバテレビ 群馬テレビ | [ 注釈 66 ] |
| 埼玉県     | リバーシティ・ケーブルテレビ                                     | TOKYO MX チバテレビ 群馬テレビ とちぎテレビ |             |
| 埼玉県     | ジェイコム東京 （J:COM東京）                                     | TOKYO MX テレビ神奈川 チバテレビ            |             |
| 埼玉県     | 飯能ケーブルテレビ                                               | TOKYO MX テレビ神奈川 チバテレビ            |             |
| 埼玉県     | 狭山ケーブルテレビ                                               | TOKYO MX テレビ神奈川 チバテレビ            |             |
| 埼玉県     | 熊谷ケーブルテレビ                                               | TOKYO MX テレビ神奈川 群馬テレビ            |             |
| 埼玉県     | ジェイコム川口戸田 （J:COM川口・戸田）                           | TOKYO MX テレビ神奈川 チバテレビ            |             |
| 埼玉県     | ジェイコム北関東 （J:COM北関東）                                 | TOKYO MX テレビ神奈川 チバテレビ            |             |
| 埼玉県     | ジェイコムさいたま （J:COMさいたま）                             | TOKYO MX テレビ神奈川                       |             |
| 埼玉県     | ジェイコム東上 （J:COM東上）                                     | TOKYO MX テレビ神奈川                       |             |
| 埼玉県     | シティケーブルネット （J:COM所沢）                               | TOKYO MX テレビ神奈川                       |             |
| 埼玉県     | 蕨ケーブルビジョン                                               | TOKYO MX テレビ神奈川                       |             |
| 埼玉県     | 行田ケーブルテレビ                                               | TOKYO MX 群馬テレビ                         |             |
| 埼玉県     | スカパーJSAT （スカパー!プレミアムサービス光、フレッツ・テレビ） | TOKYO MX                                    |             |
| 埼玉県     | 本庄ケーブルテレビ                                               | 群馬テレビ                                  |             |
| 神奈川県   | イッツ・コミュニケーションズ                                     | TOKYO MX テレビ埼玉 チバテレビ              |             |
| 神奈川県   | YOUテレビ                                                        | TOKYO MX チバテレビ テレビ埼玉              |             |
| 神奈川県   | ジェイコム横浜 （J:COM横浜）                                     | TOKYO MX チバテレビ テレビ埼玉              |             |
| 神奈川県   | 若葉台CATV                                                       | TOKYO MX チバテレビ テレビ埼玉              |             |
| 神奈川県   | 横浜ケーブルビジョン（YCV）                                      | TOKYO MX テレビ埼玉 チバテレビ              |             |
| 神奈川県   | 厚木伊勢原ケーブルネットワーク                                   | TOKYO MX テレビ埼玉 チバテレビ              |             |
| 神奈川県   | ジェイコムせたまち （J:COMせたまち）                             | TOKYO MX テレビ埼玉                         |             |
| 神奈川県   | ジェイコム南横浜 （J:COM南横浜）                                 | TOKYO MX チバテレビ                         |             |
| 神奈川県   | 横浜都市みらい （ケーブルネットつづきの森）                      | TOKYO MX チバテレビ                         |             |
| 神奈川県   | ジェイコムかながわセントラル （J:COMかながわセントラル）         | TOKYO MX                                    |             |
| 神奈川県   | ジェイコム湘南 （J:COM湘南）                                     | TOKYO MX                                    |             |
| 神奈川県   | ジェイコム鎌倉 （J:COM鎌倉）                                     | TOKYO MX                                    |             |
| 神奈川県   | 伊豆急ケーブルネットワーク                                       | TOKYO MX                                    |             |
| 神奈川県   | 湘南ケーブルネットワーク                                         | TOKYO MX                                    |             |
| 神奈川県   | スカパーJSAT （スカパー!プレミアムサービス光、フレッツ・テレビ） | TOKYO MX                                    |             |
| 千葉県     | ジェイコム千葉セントラル （J:COM千葉セントラル）                 | TOKYO MX テレビ神奈川 テレビ埼玉            |             |
| 千葉県     | いちはらコミュニティー・ネットワーク・テレビ                     | TOKYO MX テレビ神奈川 テレビ埼玉            |             |
| 千葉県     | イースト・コミュニケーションズ                                   | TOKYO MX テレビ神奈川 テレビ埼玉            |             |
| 千葉県     | 千葉ニュータウンセンター                                         | TOKYO MX テレビ神奈川 テレビ埼玉            |             |
| 千葉県     | ジェイコム関東 （J:COM東関東）                                   | TOKYO MX テレビ神奈川                       |             |
| 千葉県     | ジェイコム千葉 （J:COM木更津、J:COMYY八千代、J:COM浦安）         | TOKYO MX テレビ神奈川                       |             |
| 千葉県     | 広域高速ネット二九六                                             | TOKYO MX テレビ神奈川                       |             |
| 千葉県     | ジェイコム東葛葛飾 （J:COM東葛・葛飾）                           | TOKYO MX テレビ埼玉                         |             |
| 千葉県     | ジェイコム市川 （J:COM市川）                                     | TOKYO MX                                    |             |
| 千葉県     | ジェイコム船橋習志野 （J:COM船橋・習志野）                       | TOKYO MX                                    |             |
| 千葉県     | スカパーJSAT （スカパー!プレミアムサービス光、フレッツ・テレビ） | TOKYO MX                                    |             |

東京都
| 再送信ケーブルテレビ局                   | 再送信局                                      | 備考 |
| ---------------------------------------- | --------------------------------------------- | ---- |
| 入間ケーブルテレビ                       | テレビ埼玉 テレビ神奈川 チバテレビ 群馬テレビ |      |
| 豊島ケーブルネットワーク                 | テレビ埼玉 テレビ神奈川 チバテレビ 群馬テレビ |      |
| イッツ・コミュニケーションズ             | テレビ埼玉 チバテレビ テレビ神奈川            |      |
| ジェイコム江戸川 （J:COM江戸川）         | テレビ埼玉 テレビ神奈川 チバテレビ            |      |
| ジェイコム台東 （J:COM台東）             | テレビ埼玉 テレビ神奈川 チバテレビ            |      |
| ジェイコム港新宿 （J:COM港・新宿）       | テレビ埼玉 テレビ神奈川 チバテレビ            |      |
| ジェイコム足立 （J:COM足立）             | テレビ埼玉 テレビ神奈川 チバテレビ            |      |
| 東京ケーブルネットワーク                 | テレビ埼玉 テレビ神奈川 チバテレビ            |      |
| 北ケーブルネットワーク                   | テレビ埼玉 テレビ神奈川 チバテレビ            |      |
| 東京ベイネットワーク                     | テレビ埼玉 テレビ神奈川 チバテレビ            |      |
| 南東京ケーブルテレビ                     | テレビ埼玉 テレビ神奈川 チバテレビ            |      |
| ジェイコム多摩 （J:COM多摩）             | テレビ埼玉 テレビ神奈川 チバテレビ            |      |
| ジェイコム中野 （J:COM中野）             | テレビ埼玉 テレビ神奈川                       |      |
| ジェイコム八王子 （J:COM八王子）         | テレビ埼玉 テレビ神奈川                       |      |
| ジェイコム日野 （J:COM日野）             | テレビ埼玉 テレビ神奈川                       |      |
| ジェイコム武蔵野三鷹 （J:COM武蔵野三鷹） | テレビ埼玉 テレビ神奈川                       |      |
| 多摩テレビ                               | テレビ埼玉 テレビ神奈川                       |      |
| ジェイコム大田 （J:COM大田）             | テレビ神奈川                                  |      |

甲信越地方
| 都道府県名 | 再送信ケーブルテレビ局                         | 再送信局                                                                     | 備考        |
| ---------- | ---------------------------------------------- | ---------------------------------------------------------------------------- | ----------- |
| 長野県     | インフォメーション・ネットワーク・コミュニティ | テレビ東京                                                                   |             |
| 長野県     | 上田ケーブルビジョン                           | テレビ東京                                                                   | [ 注釈 67 ] |
| 長野県     | 信州ケーブルテレビジョン                       | テレビ東京                                                                   |             |
| 長野県     | テレビ松本ケーブルビジョン                     | テレビ東京                                                                   |             |
| 長野県     | あづみ野テレビ                                 | テレビ東京                                                                   |             |
| 長野県     | 伊那ケーブルテレビジョン                       | テレビ東京                                                                   |             |
| 長野県     | 須高ケーブルテレビ                             | テレビ東京                                                                   |             |
| 長野県     | 丸子テレビ放送                                 | テレビ東京                                                                   | [ 注釈 67 ] |
| 長野県     | コミュニティテレビこもろ                       | テレビ東京                                                                   |             |
| 長野県     | 蓼科ケーブルビジョン                           | テレビ東京                                                                   |             |
| 長野県     | ふれあいネットワーク長谷                       | テレビ東京                                                                   |             |
| 長野県     | LCV                                            | テレビ東京                                                                   |             |
| 長野県     | テレビ北信ケーブルビジョン                     | テレビ東京                                                                   |             |
| 長野県     | 黒耀の里ゆいねっと                             | テレビ東京                                                                   |             |
| 長野県     | 協和ビジョン                                   | テレビ東京                                                                   |             |
| 長野県     | テレビ西軽                                     | テレビ東京                                                                   |             |
| 長野県     | 中野市豊田情報センター                         | テレビ東京                                                                   |             |
| 長野県     | コミュニケーションネットワーク阿南             | テレビ愛知 三重テレビ                                                        |             |
| 長野県     | 泰阜村コミュニケーションネットワーク           | テレビ愛知                                                                   |             |
| 長野県     | 飯田ケーブルテレビ                             | テレビ愛知                                                                   |             |
| 長野県     | 木曽広域ケーブルテレビ                         | 岐阜放送                                                                     |             |
| 山梨県     | 山梨CATV                                       | テレビ朝日 テレビ東京 フジテレビ TOKYO MX テレビ埼玉 テレビ神奈川 チバテレビ |             |
| 山梨県     | 峡東ケーブルネット                             | テレビ朝日 テレビ東京 フジテレビ TOKYO MX テレビ埼玉 テレビ神奈川 チバテレビ |             |
| 山梨県     | 日本ネットワークサービス                       | テレビ朝日 フジテレビ テレビ東京 TOKYO MX テレビ神奈川                       |             |
| 山梨県     | 峡西シーエーテーブイ                           | テレビ朝日 フジテレビ テレビ東京 TOKYO MX テレビ神奈川                       |             |
| 山梨県     | 河口湖有線テレビ放送                           | テレビ朝日 フジテレビ テレビ東京 TOKYO MX テレビ神奈川                       |             |
| 山梨県     | CATV富士五湖                                   | テレビ朝日 フジテレビ テレビ東京 TOKYO MX テレビ神奈川                       |             |
| 山梨県     | 白根ケーブルネットワーク                       | テレビ朝日 フジテレビ テレビ東京 TOKYO MX テレビ神奈川                       |             |
| 山梨県     | 上野原ブロードバンドコミュニケーションズ       | テレビ朝日 フジテレビ テレビ東京 TOKYO MX テレビ神奈川                       |             |
| 山梨県     | 富士川シーエーティーヴィ                       | テレビ朝日 フジテレビ テレビ東京 TOKYO MX テレビ神奈川                       |             |
| 山梨県     | ケーブルネットワーク大月                       | テレビ朝日 フジテレビ テレビ東京 テレビ神奈川                                |             |
| 山梨県     | いちのみやふれあいテレビ                       | テレビ朝日 フジテレビ テレビ東京 テレビ神奈川                                |             |
| 山梨県     | 笛吹きらめきテレビ                             | テレビ朝日 フジテレビ テレビ東京 テレビ神奈川                                |             |
| 山梨県     | LCV                                            | 信越放送 長野放送 テレビ信州 長野朝日放送 フジテレビ テレビ東京              | [ 注釈 21 ] |

北陸地方
| 都道府県名 | 再送信ケーブルテレビ局             | 再送信局                             | 備考 |
| ---------- | ---------------------------------- | ------------------------------------ | ---- |
| 富山県     | 高岡ケーブルネットワーク           | 北陸朝日放送                         |      |
| 富山県     | となみ衛星通信テレビ               | 北陸朝日放送                         |      |
| 富山県     | 能越ケーブルネット（氷見市エリア） | 北陸朝日放送                         |      |
| 富山県     | 射水ケーブルネットワーク           | 北陸朝日放送                         |      |
| 富山県     | ケーブルテレビ富山                 | 北陸朝日放送                         |      |
| 富山県     | 上婦負ケーブルテレビ               | 北陸朝日放送                         |      |
| 富山県     | 滑川中新川地区広域情報事務組合     | 北陸朝日放送                         |      |
| 富山県     | 新川インフォメーションセンター     | 北陸朝日放送                         |      |
| 富山県     | 新川広域圏事務組合ケーブルテレビ   | 北陸朝日放送                         |      |
| 福井県     | 福井ケーブルテレビ                 | 北陸放送 北陸朝日放送                |      |
| 福井県     | さかいケーブルテレビ               | 北陸放送 北陸朝日放送                |      |
| 福井県     | こしの国広域事務組合               | 北陸放送 北陸朝日放送                |      |
| 福井県     | 丹南ケーブルテレビ                 | 北陸放送 北陸朝日放送                |      |
| 福井県     | 大野ケーブルテレビ                 | 北陸放送 北陸朝日放送                |      |
| 福井県     | 和泉ケーブルネットワーク           | CBCテレビ メ〜テレ                   |      |
| 福井県     | 嶺南ケーブルネットワーク           | 毎日放送 朝日放送 KBS京都 びわ湖放送 |      |
| 福井県     | 美方ケーブルネットワーク           | 毎日放送 朝日放送 KBS京都 びわ湖放送 |      |
| 福井県     | 南越前町ケーブルテレビ             | 毎日放送 朝日放送 びわ湖放送         |      |
| 福井県     | ケーブルテレビ若狭小浜             | 毎日放送 朝日放送 KBS京都            |      |
| 福井県     | 高浜町ケーブルテレビ               | 毎日放送 朝日放送 KBS京都            |      |

中京広域圏
| 都道府県名 | 再送信ケーブルテレビ局                                           | 再送信局                         | 備考                                                        |
| ---------- | ---------------------------------------------------------------- | -------------------------------- | ----------------------------------------------------------- |
| 愛知県     | アイ・シー・シー                                                 | 岐阜放送 三重テレビ              |                                                             |
| 愛知県     | 稲沢シーエーティーヴィ                                           | 岐阜放送 三重テレビ              |                                                             |
| 愛知県     | 西尾張シーエーティーヴィ                                         | 岐阜放送 三重テレビ              |                                                             |
| 愛知県     | ミクスネットワーク                                               | 三重テレビ                       |                                                             |
| 愛知県     | 名古屋ケーブルビジョン                                           | 三重テレビ                       |                                                             |
| 愛知県     | 豊橋ケーブルネットワーク                                         | 三重テレビ                       |                                                             |
| 愛知県     | コミュファ光テレビ                                               | 三重テレビ                       | 岡崎市、豊橋市、豊川市の全域 安城市、西尾市の一部地域を除く |
| 愛知県     | 上記以外のケーブルテレビ局                                       | 三重テレビ                       |                                                             |
| 岐阜県     | 大垣ケーブルテレビ                                               | テレビ愛知 三重テレビ            |                                                             |
| 岐阜県     | おりべネットワーク                                               | テレビ愛知 三重テレビ            |                                                             |
| 岐阜県     | ケーブルテレビ可児                                               | テレビ愛知 三重テレビ            |                                                             |
| 岐阜県     | シーシーエヌ                                                     | テレビ愛知 三重テレビ            |                                                             |
| 岐阜県     | スカパーJSAT （スカパー!プレミアムサービス光、フレッツ・テレビ） | テレビ愛知                       |                                                             |
| 岐阜県     | コミュファ光テレビ                                               | テレビ愛知                       |                                                             |
| 岐阜県     | 関市上之保有線テレビ放送                                         | テレビ愛知                       |                                                             |
| 三重県     | ZTV 〔東紀州（紀南）地域以外〕                                   | テレビ愛知                       |                                                             |
| 三重県     | アイティービー                                                   | テレビ愛知                       |                                                             |
| 三重県     | ケーブルネット鈴鹿                                               | テレビ愛知                       |                                                             |
| 三重県     | シー・ティー・ワイ                                               | テレビ愛知                       |                                                             |
| 三重県     | 松阪ケーブルテレビ・ステーション                                 | テレビ愛知                       | 一部地域はアナログのみ                                      |
| 三重県     | ラッキータウンテレビ                                             | テレビ愛知                       |                                                             |
| 三重県     | スカパーJSAT （スカパー!プレミアムサービス光、フレッツ・テレビ） | テレビ愛知                       |                                                             |
| 三重県     | コミュファ光テレビ                                               | テレビ愛知                       | サービス提供エリア外の名張市を除く全域                      |
| 三重県     | ZTV 〔東紀州（紀南）地域〕                                       | テレビ和歌山                     |                                                             |
| 静岡県     | 伊豆急ケーブルネットワーク                                       | テレビ東京 TOKYO MX テレビ神奈川 |                                                             |
| 静岡県     | 東豆有線                                                         | テレビ東京 TOKYO MX テレビ神奈川 |                                                             |
| 静岡県     | 伊東テレビクラブ                                                 | テレビ東京 TOKYO MX テレビ神奈川 |                                                             |
| 静岡県     | 東伊豆有線テレビ放送                                             | テレビ東京 TOKYO MX テレビ神奈川 |                                                             |
| 静岡県     | 下田有線テレビ放送                                               | テレビ東京 TOKYO MX テレビ神奈川 |                                                             |
| 静岡県     | 小林テレビ設備                                                   | テレビ東京 テレビ神奈川          |                                                             |
| 静岡県     | TOKAIケーブルネットワーク                                        | テレビ東京 テレビ神奈川          |                                                             |
| 静岡県     | 浜松ケーブルテレビ                                               | テレビ愛知                       |                                                             |

近畿広域圏
| 都道府県名 | 再送信ケーブルテレビ局                                           | 再送信局                         | 備考        |
| ---------- | ---------------------------------------------------------------- | -------------------------------- | ----------- |
| 大阪府     | 近鉄ケーブルネットワーク                                         | サンテレビ KBS京都 奈良テレビ    |             |
| 大阪府     | スカパーJSAT （スカパー!プレミアムサービス光、フレッツ・テレビ） | サンテレビ KBS京都 奈良テレビ    |             |
| 大阪府     | ケイ・オプティコム                                               | サンテレビ KBS京都               |             |
| 大阪府     | ジェイコム関西                                                   | サンテレビ KBS京都               |             |
| 大阪府     | テレビ岸和田                                                     | サンテレビ KBS京都               |             |
| 兵庫県     | ベイ・コミュニケーションズ                                       | テレビ大阪 KBS京都               |             |
| 兵庫県     | 養父市ケーブルテレビジョン                                       | テレビ大阪 KBS京都               |             |
| 兵庫県     | 朝来市ケーブルテレビ                                             | テレビ大阪 KBS京都               |             |
| 兵庫県     | ジェイコム関西                                                   | テレビ大阪                       |             |
| 兵庫県     | ケーブルネット神戸芦屋                                           | テレビ大阪                       |             |
| 兵庫県     | ケーブルテレビ神戸                                               | テレビ大阪                       |             |
| 兵庫県     | 明石ケーブルテレビ                                               | テレビ大阪                       |             |
| 兵庫県     | BAN-BANテレビ                                                    | テレビ大阪                       |             |
| 兵庫県     | 姫路ケーブルテレビ                                               | テレビ大阪                       |             |
| 兵庫県     | 淡路島テレビジョン                                               | テレビ大阪                       |             |
| 兵庫県     | ケーブルネットワーク淡路                                         | テレビ大阪                       |             |
| 兵庫県     | 夢前情報センター                                                 | テレビ大阪                       |             |
| 兵庫県     | 加東ケーブルビジョン                                             | テレビ大阪                       |             |
| 兵庫県     | 神河町ケーブルテレビネットワーク                                 | テレビ大阪                       |             |
| 兵庫県     | スカパーJSAT （スカパー!プレミアムサービス光、フレッツ・テレビ） | テレビ大阪                       | [ 注釈 72 ] |
| 兵庫県     | たかテレビ                                                       | テレビ大阪                       |             |
| 兵庫県     | ケイ・オプティコム                                               | テレビ大阪                       | [ 注釈 73 ] |
| 兵庫県     | 上郡町ケーブルテレビ                                             | テレビせとうち                   |             |
| 京都府     | KCN京都                                                          | テレビ大阪 サンテレビ 奈良テレビ |             |
| 京都府     | ケイ・オプティコム                                               | テレビ大阪 サンテレビ            |             |
| 京都府     | 京都ケーブルコミュニケーションズ                                 | テレビ大阪                       |             |
| 京都府     | 洛西ケーブルビジョン                                             | テレビ大阪                       |             |
| 京都府     | 京丹波町ケーブルテレビ                                           | テレビ大阪                       |             |
| 京都府     | 南丹市情報センター                                               | テレビ大阪                       |             |
| 京都府     | 笠置ケーブルテレビ                                               | テレビ大阪                       |             |
| 京都府     | スカパーJSAT （スカパー!プレミアムサービス光、フレッツ・テレビ） | テレビ大阪                       |             |
| 滋賀県     | 滋賀ケーブルネットワーク                                         | KBS京都 テレビ大阪 サンテレビ    |             |
| 滋賀県     | ZTV                                                              | KBS京都                          |             |
| 滋賀県     | 甲賀ケーブルネットワーク                                         | KBS京都                          |             |
| 奈良県     | 近鉄ケーブルネットワーク                                         | テレビ大阪 KBS京都 サンテレビ    |             |
| 奈良県     | スカパーJSAT （スカパー!プレミアムサービス光、フレッツ・テレビ） | テレビ大阪 KBS京都               |             |

中国・四国地方
| 都道府県名 | 再送信ケーブルテレビ局                                           | 再送信局                                                        | 備考        |
| ---------- | ---------------------------------------------------------------- | --------------------------------------------------------------- | ----------- |
| 広島県     | 尾道ケーブルテレビ                                               | テレビせとうち                                                  |             |
| 広島県     | MCAT                                                             | テレビせとうち                                                  |             |
| 広島県     | 東広島ケーブルメディア                                           | テレビせとうち                                                  |             |
| 山口県     | アイ・キャン                                                     | テレビ新広島                                                    |             |
| 山口県     | 周防ケーブルネット                                               | テレビ新広島                                                    |             |
| 山口県     | Kビジョン 〔光市・下松市・周南市（旧熊毛町）〕                   | テレビ西日本 TVQ九州放送                                        |             |
| 山口県     | シティーケーブル周南                                             | テレビ西日本 TVQ九州放送                                        |             |
| 山口県     | メディアリンク                                                   | テレビ西日本 TVQ九州放送                                        |             |
| 山口県     | 山口ケーブルビジョン                                             | テレビ西日本 TVQ九州放送                                        |             |
| 山口県     | 美祢市有線テレビ                                                 | テレビ西日本 TVQ九州放送                                        |             |
| 山口県     | 萩ケーブルネットワーク                                           | テレビ西日本 TVQ九州放送                                        |             |
| 山口県     | 萩市総合情報施設 〔旭・むつみエリア〕                            | テレビ西日本 TVQ九州放送                                        |             |
| 山口県     | ほっちゃテレビ                                                   | テレビ西日本 TVQ九州放送                                        |             |
| 山口県     | ケーブルネット下関                                               | テレビ西日本 TVQ九州放送                                        |             |
| 山口県     | Kビジョン〔平生町・上関町〕                                      | テレビ西日本                                                    | [ 注釈 75 ] |
| 山口県     | 萩市総合情報施設 〔川上・福栄エリア〕                            | テレビ西日本                                                    | [ 注釈 75 ] |
| 島根県     | 山陰ケーブルビジョンマーブル 〔松江市エリア〕                    | 広島ホームテレビ テレビせとうち サンテレビ                      |             |
| 島根県     | 出雲ケーブルビジョン                                             | 広島ホームテレビ テレビせとうち                                 |             |
| 島根県     | ひらたCATV                                                       | 広島ホームテレビ サンテレビ                                     | [ 注釈 76 ] |
| 島根県     | 山陰ケーブルビジョン やすぎどじょっこテレビ 〔安来市エリア〕     | 広島ホームテレビ                                                | [ 注釈 77 ] |
| 島根県     | 雲南夢ネット                                                     | 広島ホームテレビ                                                |             |
| 島根県     | 奥出雲町情報通信協会                                             | 広島ホームテレビ                                                |             |
| 島根県     | おおなんケーブルテレビ                                           | 広島ホームテレビ                                                |             |
| 島根県     | 石見銀山テレビ放送                                               | 広島ホームテレビ                                                |             |
| 島根県     | 石見ケーブルビジョン                                             | 広島ホームテレビ                                                |             |
| 島根県     | 浜田市三隅ケーブルテレビ                                         | 広島ホームテレビ                                                |             |
| 島根県     | まげなねっと                                                     | 広島ホームテレビ                                                |             |
| 島根県     | 美郷町都賀地区共聴組合                                           | 広島ホームテレビ                                                |             |
| 島根県     | サンネットにちはら                                               | 山口朝日放送                                                    |             |
| 島根県     | ひとまろビジョン （事業運営は萩テレビ）                          | 山口朝日放送                                                    |             |
| 鳥取県     | 鳥取中央有線放送                                                 | 瀬戸内海放送 テレビせとうち サンテレビ 朝日放送                 |             |
| 鳥取県     | 日本海ケーブルネットワーク 鳥取エリア・鳥取テレトピア            | 朝日放送 サンテレビ テレビせとうち                              |             |
| 鳥取県     | 日本海ケーブルネットワーク 倉吉エリア                            | 瀬戸内海放送 テレビせとうち サンテレビ                          |             |
| 鳥取県     | 中海テレビ放送                                                   | 瀬戸内海放送 テレビせとうち サンテレビ                          |             |
| 鳥取県     | 日本海ケーブルネットワーク 岩美エリア                            | 朝日放送 サンテレビ                                             | [ 注釈 78 ] |
| 岡山県     | 岡山ネットワーク                                                 | サンテレビ                                                      |             |
| 岡山県     | 日生有線テレビ                                                   | サンテレビ                                                      |             |
| 岡山県     | 倉敷ケーブルテレビ                                               | サンテレビ                                                      |             |
| 岡山県     | 玉島テレビ放送                                                   | サンテレビ                                                      |             |
| 岡山県     | 吉備ケーブルテレビ                                               | サンテレビ                                                      |             |
| 岡山県     | 笠岡放送                                                         | サンテレビ                                                      |             |
| 岡山県     | ケーブルネットワーク金光                                         | サンテレビ                                                      |             |
| 岡山県     | 井原放送                                                         | サンテレビ                                                      | [ 注釈 79 ] |
| 岡山県     | テレビ津山                                                       | サンテレビ                                                      |             |
| 岡山県     | 鏡野町有線テレビ                                                 | サンテレビ                                                      |             |
| 岡山県     | 矢掛放送                                                         | サンテレビ                                                      |             |
| 岡山県     | 美作市ケーブルテレビ                                             | サンテレビ                                                      |             |
| 岡山県     | あわくら光ネット                                                 | サンテレビ                                                      |             |
| 岡山県     | 真庭ひかりネットワーク                                           | サンテレビ                                                      |             |
| 香川県     | ケーブルメディア四国                                             | サンテレビ                                                      |             |
| 香川県     | 中讃ケーブルビジョン                                             | サンテレビ                                                      |             |
| 香川県     | 香川テレビ放送網                                                 | 毎日放送 朝日放送 サンテレビ                                    |             |
| 愛媛県     | ハートネットワーク                                               | テレビせとうち                                                  |             |
| 愛媛県     | 今治CATV                                                         | テレビせとうち                                                  |             |
| 愛媛県     | 四国中央テレビ                                                   | テレビせとうち                                                  |             |
| 愛媛県     | 上島町CATV                                                       | テレビせとうち                                                  |             |
| 愛媛県     | 今治市波方CATV                                                   | テレビせとうち                                                  |             |
| 高知県     | 四万十町ケーブルネットワーク                                     | テレビ愛媛 愛媛朝日テレビ                                       |             |
| 高知県     | 高知ケーブルテレビ                                               | 瀬戸内海放送                                                    |             |
| 高知県     | 香南ケーブルテレビ                                               | 瀬戸内海放送                                                    |             |
| 高知県     | よさこいケーブルネット                                           | 瀬戸内海放送                                                    |             |
| 高知県     | 西南地域ネットワーク                                             | 愛媛朝日テレビ                                                  |             |
| 徳島県     | ケーブルテレビ徳島                                               | 毎日放送 朝日放送 関西テレビ テレビ大阪 サンテレビ テレビ和歌山 | [ 注釈 81 ] |
| 徳島県     | 国府町CATV                                                       | 毎日放送 朝日放送 関西テレビ テレビ大阪 サンテレビ テレビ和歌山 |             |
| 徳島県     | テレビ鳴門                                                       | 毎日放送 朝日放送 関西テレビ テレビ大阪 サンテレビ テレビ和歌山 |             |
| 徳島県     | ひのき                                                           | 毎日放送 朝日放送 関西テレビ テレビ大阪 サンテレビ テレビ和歌山 |             |
| 徳島県     | 東阿波ケーブルテレビ                                             | 毎日放送 朝日放送 関西テレビ テレビ大阪 サンテレビ テレビ和歌山 |             |
| 徳島県     | エーアイテレビ                                                   | 毎日放送 朝日放送 関西テレビ テレビ大阪 サンテレビ テレビ和歌山 |             |
| 徳島県     | 徳島県南メディアネットワーク                                     | 毎日放送 朝日放送 関西テレビ テレビ大阪 サンテレビ テレビ和歌山 |             |
| 徳島県     | 阿波市ケーブルネットワーク                                       | 毎日放送 朝日放送 関西テレビ テレビ大阪 サンテレビ テレビ和歌山 |             |
| 徳島県     | ケーブルテレビあなん                                             | 毎日放送 朝日放送 関西テレビ テレビ大阪 サンテレビ テレビ和歌山 |             |
| 徳島県     | 上板町有線テレビ                                                 | 毎日放送 朝日放送 関西テレビ テレビ大阪 サンテレビ テレビ和歌山 |             |
| 徳島県     | ケーブルネットおえ                                               | 毎日放送 朝日放送 関西テレビ テレビ大阪 サンテレビ              |             |
| 徳島県     | 石井町有線放送農業協同組合                                       | 毎日放送 朝日放送 関西テレビ テレビ大阪 サンテレビ              |             |
| 徳島県     | 徳島中央テレビ                                                   | 毎日放送 朝日放送 関西テレビ テレビ大阪 サンテレビ              |             |
| 徳島県     | スカパーJSAT （スカパー!プレミアムサービス光、フレッツ・テレビ） | 毎日放送 朝日放送 関西テレビ テレビ大阪 サンテレビ              | [ 注釈 82 ] |
| 徳島県     | テレビ阿波                                                       | 毎日放送 朝日放送 関西テレビ テレビ大阪                         |             |
| 徳島県     | 那賀町ケーブルテレビ                                             | 毎日放送 朝日放送 関西テレビ テレビ和歌山                       |             |
| 徳島県     | 池田ケーブルネットワーク                                         | 山陽放送 瀬戸内海放送 岡山放送 テレビせとうち サンテレビ        |             |

九州・沖縄地方
| 都道府県名 | 再送信ケーブルテレビ局             | 再送信局                                                                           | 備考 |
| ---------- | ---------------------------------- | ---------------------------------------------------------------------------------- | ---- |
| 佐賀県     | テレビ九州                         | RKB毎日放送 九州朝日放送 福岡放送 TVQ九州放送 熊本放送 長崎文化放送 長崎国際テレビ |      |
| 佐賀県     | 西海テレビ                         | RKB毎日放送 九州朝日放送 福岡放送 TVQ九州放送 長崎放送 長崎国際テレビ              |      |
| 佐賀県     | 佐賀シティビジョン                 | RKB毎日放送 九州朝日放送 福岡放送 TVQ九州放送 熊本放送                             |      |
| 佐賀県     | 伊万里ケーブルテレビジョン         | 九州朝日放送 福岡放送 TVQ九州放送 長崎放送 熊本放送                                |      |
| 佐賀県     | CRCCメディア                       | RKB毎日放送 九州朝日放送 福岡放送 TVQ九州放送                                      |      |
| 長崎県     | 長崎ケーブルメディア               | TVQ九州放送                                                                        |      |
| 長崎県     | 諫早ケーブルテレビジョン放送       | TVQ九州放送                                                                        |      |
| 長崎県     | ケーブルテレビジョン島原           | TVQ九州放送                                                                        |      |
| 長崎県     | 西九州電設                         | TVQ九州放送                                                                        |      |
| 長崎県     | 東彼ケーブルテレビ                 | TVQ九州放送                                                                        |      |
| 長崎県     | 波佐見ケーブルテレビ               | TVQ九州放送                                                                        |      |
| 長崎県     | 壱岐市ケーブルテレビ               | TVQ九州放送                                                                        |      |
| 長崎県     | 対馬市CATV                         | TVQ九州放送                                                                        |      |
| 長崎県     | 西海テレビ                         | TVQ九州放送                                                                        |      |
| 大分県     | 大分ケーブルテレコム               | テレビ西日本 福岡放送 TVQ九州放送                                                  |      |
| 大分県     | 大分ケーブルネットワーク           | テレビ西日本 福岡放送 TVQ九州放送                                                  |      |
| 大分県     | 佐賀関テレビ                       | テレビ西日本 福岡放送 TVQ九州放送                                                  |      |
| 大分県     | CTBメディア                        | テレビ西日本 福岡放送 TVQ九州放送                                                  |      |
| 大分県     | KCVコミュニケーションズ            | テレビ西日本 福岡放送 TVQ九州放送                                                  |      |
| 大分県     | ケーブルテレビ佐伯                 | テレビ西日本 福岡放送 TVQ九州放送                                                  |      |
| 大分県     | 杵築市ケーブルネットワーク         | テレビ西日本 福岡放送 TVQ九州放送                                                  |      |
| 大分県     | 国東市ケーブルテレビセンター       | テレビ西日本 福岡放送 TVQ九州放送                                                  |      |
| 大分県     | 臼杵市ケーブルネットワーク         | テレビ西日本 福岡放送 TVQ九州放送                                                  |      |
| 大分県     | 豊後高田市ケーブルネットワーク施設 | テレビ西日本 福岡放送 TVQ九州放送                                                  |      |
| 宮崎県     | ケーブルメディアワイワイ           | くまもと県民テレビ 熊本朝日放送                                                    |      |
| 宮崎県     | 高千穂町光ケーブルネットワーク     | くまもと県民テレビ 熊本朝日放送                                                    |      |
| 宮崎県     | ひのかげケーブルネットワーク       | くまもと県民テレビ 熊本朝日放送                                                    |      |
| 宮崎県     | 美郷町ケーブルテレビネットワーク   | くまもと県民テレビ 熊本朝日放送                                                    |      |
| 宮崎県     | 諸塚村ケーブルテレビ               | くまもと県民テレビ 熊本朝日放送                                                    |      |
| 宮崎県     | 宮崎ケーブルテレビ                 | 鹿児島読売テレビ 鹿児島放送                                                        |      |
| 宮崎県     | QTnet（BBIQ光テレビ）              | 鹿児島読売テレビ 鹿児島放送                                                        |      |
| 宮崎県     | BTV （都城局、日南局、西諸局）     | 鹿児島読売テレビ 鹿児島放送                                                        |      |

###### 業務区域内に系列局がある
太字はデジタル再放送も実施。
東北地方
| 都道府県名 | 再送信ケーブルテレビ局 | 再送信局                              | 備考 |
| ---------- | ---------------------- | ------------------------------------- | ---- |
| 青森県     | 風間浦村営共聴システム | 北海道放送 札幌テレビ 北海道テレビ    |      |
| 青森県     | 八戸テレビ放送         | IBC岩手放送 テレビ岩手 岩手朝日テレビ |      |
| 青森県     | 田子町ケーブルテレビ   | IBC岩手放送 テレビ岩手 岩手朝日テレビ |      |
| 青森県     | 三沢市ケーブルテレビ   | IBC岩手放送 テレビ岩手                |      |

関東広域圏
| 都道府県名 | 再送信ケーブルテレビ局     | 再送信局                                          | 備考 |
| ---------- | -------------------------- | ------------------------------------------------- | ---- |
| 神奈川県   | 伊豆急ケーブルネットワーク | 静岡放送 テレビ静岡 静岡朝日テレビ 静岡第一テレビ |      |

甲信越・静岡地方
| 都道府県名 | 再送信ケーブルテレビ局               | 再送信局                                   | 備考        |
| ---------- | ------------------------------------ | ------------------------------------------ | ----------- |
| 長野県     | LCV                                  | 日本テレビ TBSテレビ テレビ朝日 フジテレビ |             |
| 長野県     | テレビ松本ケーブルビジョン           | 日本テレビ TBSテレビ テレビ朝日 フジテレビ |             |
| 長野県     | あづみ野テレビ                       | 日本テレビ TBSテレビ テレビ朝日 フジテレビ | [ 注釈 67 ] |
| 長野県     | 伊那ケーブルテレビジョン             | 日本テレビ TBSテレビ テレビ朝日 フジテレビ | [ 注釈 67 ] |
| 長野県     | 上田ケーブルビジョン                 | 日本テレビ TBSテレビ テレビ朝日 フジテレビ | [ 注釈 67 ] |
| 長野県     | 信州ケーブルテレビジョン             | 日本テレビ TBSテレビ テレビ朝日 フジテレビ |             |
| 長野県     | 須高ケーブルテレビ                   | 日本テレビ TBSテレビ テレビ朝日 フジテレビ |             |
| 長野県     | 丸子テレビ放送                       | 日本テレビ TBSテレビ テレビ朝日 フジテレビ |             |
| 長野県     | コミュニティテレビこもろ             | 日本テレビ TBSテレビ テレビ朝日 フジテレビ |             |
| 長野県     | テレビ北信ケーブルビジョン           | 日本テレビ TBSテレビ テレビ朝日 フジテレビ |             |
| 長野県     | 蓼科ケーブルビジョン                 | 日本テレビ TBSテレビ テレビ朝日 フジテレビ |             |
| 長野県     | 黒耀の里ゆいねっと                   | 日本テレビ TBSテレビ テレビ朝日 フジテレビ |             |
| 長野県     | 協和ビジョン                         | 日本テレビ TBSテレビ テレビ朝日 フジテレビ |             |
| 長野県     | テレビ西軽                           | 日本テレビ TBSテレビ テレビ朝日 フジテレビ |             |
| 長野県     | 中野市豊田情報センター               | 日本テレビ TBSテレビ テレビ朝日 フジテレビ |             |
| 長野県     | ふれあいネットワーク長谷             | 日本テレビ TBSテレビ テレビ朝日 フジテレビ | [ 注釈 67 ] |
| 長野県     | コミュニケーションネットワーク阿南   | CBCテレビ 東海テレビ メ〜テレ 中京テレビ   |             |
| 長野県     | 泰阜村コミュニケーションネットワーク | CBCテレビ 東海テレビ メ〜テレ 中京テレビ   |             |
| 山梨県     | ケーブルネットワーク大月             | 日本テレビ TBSテレビ                       |             |
| 山梨県     | 河口湖有線テレビ放送                 | 日本テレビ TBSテレビ                       |             |
| 山梨県     | CATV富士五湖                         | 日本テレビ TBSテレビ                       |             |
| 静岡県     | 伊豆急ケーブルネットワーク           | 日本テレビ TBSテレビ テレビ朝日 フジテレビ |             |
| 静岡県     | 東豆有線                             | 日本テレビ TBSテレビ テレビ朝日 フジテレビ |             |
| 静岡県     | 伊東テレビクラブ                     | 日本テレビ TBSテレビ テレビ朝日 フジテレビ |             |
| 静岡県     | 東伊豆有線テレビ放送                 | 日本テレビ TBSテレビ テレビ朝日 フジテレビ |             |
| 静岡県     | 下田有線テレビ放送                   | 日本テレビ TBSテレビ テレビ朝日 フジテレビ |             |
| 静岡県     | 小林テレビ設備                       | 日本テレビ TBSテレビ テレビ朝日 フジテレビ |             |
| 静岡県     | TOKAIケーブルネットワーク            | 日本テレビ TBSテレビ テレビ朝日 フジテレビ |             |
| 静岡県     | 浜松ケーブルテレビ                   | CBCテレビ 東海テレビ メ〜テレ 中京テレビ   |             |

北陸地方
| 都道府県名 | 再送信ケーブルテレビ局                | 再送信局                     | 備考 |
| ---------- | ------------------------------------- | ---------------------------- | ---- |
| 石川県     | 柳田ふれあいNet →能登町有線テレビ放送 | 北日本放送                   |      |
| 石川県     | 加賀ケーブルテレビ                    | 福井放送                     |      |
| 石川県     | 加賀テレビ                            | 朝日放送 毎日放送 読売テレビ |      |

中京広域圏
| 都道府県名 | 再送信ケーブルテレビ局    | 再送信局                                | 備考 |
| ---------- | ------------------------- | --------------------------------------- | ---- |
| 三重県     | ZTV〔東紀州（紀南）地域〕 | 毎日放送 朝日放送 関西テレビ 読売テレビ |      |
| 三重県     | アドバンスコープ          | 毎日放送 朝日放送 関西テレビ 読売テレビ |      |
| 三重県     | 伊賀上野ケーブルテレビ    | 毎日放送 朝日放送 関西テレビ 読売テレビ |      |

中国・四国地方
| 都道府県名 | 再送信ケーブルテレビ局                                                  | 再送信局                                          | 備考        |
| ---------- | ----------------------------------------------------------------------- | ------------------------------------------------- | ----------- |
| 山口県     | アイ・キャン 〔岩国市（旧岩国市・美和町・本郷町・由宇町・下）・和木町〕 | 中国放送 広島テレビ 広島ホームテレビ              | [ 注釈 83 ] |
| 山口県     | ケーブルネット下関 （J:COM下関）                                        | 九州朝日放送 RKB毎日放送 福岡放送                 | [ 注釈 84 ] |
| 島根県     | 美郷町都賀地区共聴組合                                                  | 中国放送 広島テレビ テレビ新広島                  |             |
| 愛媛県     | 上島町CATV〔弓削局〕                                                    | 中国放送 広島テレビ 広島ホームテレビ テレビ新広島 |             |
| 愛媛県     | 上島町CATV〔魚島局〕                                                    | 山陽放送 瀬戸内海放送                             |             |
| 愛媛県     | 今治CATV                                                                | 山陽放送 瀬戸内海放送                             |             |
| 高知県     | 四万十町ケーブルネットワーク                                            | 南海放送 愛媛朝日テレビ あいテレビ テレビ愛媛     | 旧設備のみ  |
| 徳島県     | ひのき                                                                  | 読売テレビ                                        |             |
| 徳島県     | 石井町有線放送農業協同組合                                              | 読売テレビ                                        | [ 注釈 85 ] |
| 徳島県     | エーアイテレビ                                                          | 読売テレビ                                        | [ 注釈 85 ] |
| 徳島県     | ケーブルテレビ徳島                                                      | 読売テレビ                                        | [ 注釈 85 ] |
| 徳島県     | 国府町CATV                                                              | 読売テレビ                                        | [ 注釈 85 ] |
| 徳島県     | テレビ鳴門                                                              | 読売テレビ                                        | [ 注釈 85 ] |
| 徳島県     | 徳島中央テレビ                                                          | 読売テレビ                                        | [ 注釈 85 ] |
| 徳島県     | 阿波市ケーブルネットワーク                                              | 読売テレビ                                        | [ 注釈 85 ] |
| 徳島県     | 上板町有線テレビ                                                        | 読売テレビ                                        | [ 注釈 85 ] |
| 徳島県     | ケーブルネットおえ                                                      | 読売テレビ                                        | [ 注釈 85 ] |

九州・沖縄地方
| 都道府県名 | 再送信ケーブルテレビ局             | 再送信局                                                                                           | 備考 |
| ---------- | ---------------------------------- | -------------------------------------------------------------------------------------------------- | ---- |
| 福岡県     | CRCCメディア                       | サガテレビ                                                                                         |      |
| 佐賀県     | 西海テレビ                         | テレビ西日本 テレビ長崎                                                                            |      |
| 佐賀県     | 佐賀シティビジョン                 | テレビ西日本                                                                                       |      |
| 佐賀県     | 伊万里ケーブルテレビジョン         | テレビ西日本                                                                                       |      |
| 佐賀県     | テレビ九州                         | テレビ西日本                                                                                       |      |
| 佐賀県     | CRCCメディア                       | テレビ西日本                                                                                       |      |
| 長崎県     | ケーブルテレビジョン島原           | RKB毎日放送 九州朝日放送 テレビ西日本 福岡放送 熊本放送 テレビ熊本 くまもと県民テレビ 熊本朝日放送 |      |
| 長崎県     | 西九州電設                         | RKB毎日放送 九州朝日放送 福岡放送 テレビ西日本                                                     |      |
| 長崎県     | 西海テレビ                         | RKB毎日放送 福岡放送 テレビ西日本 サガテレビ                                                       |      |
| 長崎県     | 諫早ケーブルテレビジョン放送       | RKB毎日放送 九州朝日放送 福岡放送 テレビ西日本                                                     |      |
| 長崎県     | 壱岐市ケーブルテレビ               | RKB毎日放送 九州朝日放送 福岡放送 テレビ西日本                                                     |      |
| 長崎県     | 対馬市CATV                         | RKB毎日放送 九州朝日放送 福岡放送 テレビ西日本                                                     |      |
| 大分県     | 大分ケーブルテレコム               | RKB毎日放送 九州朝日放送                                                                           |      |
| 大分県     | 大分ケーブルネットワーク           | RKB毎日放送 九州朝日放送                                                                           |      |
| 大分県     | CTBメディア                        | RKB毎日放送 九州朝日放送                                                                           |      |
| 大分県     | KCVコミュニケーションズ            | RKB毎日放送 九州朝日放送                                                                           |      |
| 大分県     | ケーブルテレビ佐伯                 | RKB毎日放送 九州朝日放送                                                                           |      |
| 大分県     | 豊後高田市ケーブルネットワーク施設 | RKB毎日放送 九州朝日放送                                                                           |      |
| 大分県     | 臼杵市ケーブルネットワーク         | RKB毎日放送 九州朝日放送                                                                           |      |
| 宮崎県     | BTV（都城局）                      | 南日本放送 鹿児島テレビ                                                                            |      |
| 鹿児島県   | BTV（都城局）                      | 宮崎放送 テレビ宮崎                                                                                |      |
| 鹿児島県   | 和泊町有線テレビ                   | 琉球放送 沖縄テレビ 琉球朝日放送                                                                   |      |

##### アナログ放送終了時まで
この項で特記無いものは2011年7月24日のアナログ放送終了時に廃止。
東北地方
| 都道府県名 | 再送信ケーブルテレビ局   | 再送信局                                  | 廃止時期   | 廃止理由                                                                                                | 備考 |
| ---------- | ------------------------ | ----------------------------------------- | ---------- | --- | ---- |
| 岩手県     | 一関ケーブルネットワーク | 東北放送 仙台放送 ミヤギテレビ 東日本放送 | 1996年     | 岩手朝日テレビが開局し4系列が揃ったため                                                                 |      |
| 秋田県     | 秋田ケーブルテレビ       | テレビユー山形                            | 1999年     | IBC岩手放送へ変更したため                                                                               |      |
| 山形県     | ケーブルテレビ山形       | 仙台放送                                  | 1997年     | さくらんぼテレビが開局したため                                                                          |      |
| 山形県     | 櫛引ケーブルテレビジョン | 秋田テレビ                                | 1997年     | さくらんぼテレビが開局したため                                                                          |      |
| 山形県     | ニューメディア           | 東北放送 仙台放送 ミヤギテレビ 東日本放送 | 2006年11月 | 地上デジタル米沢中継局設置に伴い、 ミヤギテレビと東日本放送の物理チャンネルが重複し、混信が発生したため |      |

関東地方
| 都道府県名 | 再送信ケーブルテレビ局                          | 再送信局                           | 廃止時期              | 廃止理由                                              | 備考               |
| ---------- | ----------------------------------------------- | ---------------------------------- | --------------------- | ----------------------------------------------------- | ------------------ |
| 埼玉県     | JCN埼玉 <JCN系>                                 | チバテレビ                         |                       |                                                       |                    |
| 埼玉県     | 行田ケーブルテレビ                              | 群馬テレビ                         |                       |                                                       |                    |
| 千葉県     | いちかわケーブルネットワーク（JCN市川） <JCN系> | テレビ神奈川 テレビ埼玉 群馬テレビ |                       |                                                       |                    |
| 千葉県     | JCNコアラ葛飾 （旧コアラテレビ）                | テレビ神奈川                       | 2001年                | BSデジタル放送再送信のための帯域確保のため            |                    |
| 千葉県     | JCNコアラ葛飾 （旧コアラテレビ）                | テレ玉                             | 2001年 - 2006年       |                                                       | 後にデジタルで再開 |
| 千葉県     | ジェイコム関東 （東関東エリア）                 | テレ玉                             | 2002年                |                                                       |                    |
| 千葉県     | ジェイコム関東 （東関東エリア）                 | テレビ神奈川                       | 2004年3月 - 2011年5月 | 石岡中継局アナアナ変換に伴う混信のため                | 後にデジタルで再開 |
| 千葉県     | JCN船橋習志野 <JCN系>                           | テレビ神奈川                       |                       |                                                       |                    |
| 千葉県     | 成田ケーブルテレビ（NCTV）                      | テレビ神奈川                       |                       |                                                       |                    |
| 千葉県     | 広域高速ネット二九六                            | テレビ埼玉                         |                       |                                                       |                    |
| 栃木県     | 真岡ケーブルテレビ （いちごてれび）             | テレビ埼玉                         |                       |                                                       |                    |
| 茨城県     | 土浦ケーブルテレビ                              | テレビ埼玉                         |                       |                                                       |                    |
| 茨城県     | 研究学園都市コミュニティケーブルサービス        | テレビ神奈川                       | 1997年                | 受信状態悪化のため                                    |                    |
| 茨城県     | 研究学園都市コミュニティケーブルサービス        | TOKYO MX                           | 1998年 - 2007年       | STBとホームターミナルの同時使用による周波数不足のため |                    |
| 茨城県     | リバーシティ・ケーブルテレビ                    | tvk                                | 2004年                | 前橋中継局デジタル試験放送開始による混信のため        |                    |

甲信越地方
| 都道府県名 | 再送信ケーブルテレビ局     | 再送信局                                              | 廃止時期                       | 廃止理由 | 備考     |
| ---------- | -------------------------- | ----------------------------------------------------- | ------------------------------ | --- | -------- |
| 長野県     | INC                        | 日本テレビ テレビ朝日 TBSテレビ フジテレビ            | 1998年11月 - TBSから順次       | 親会社からの圧力のため |          |
| 長野県     | 上田ケーブルビジョン       | テレビ神奈川                                          | 不明                           | |          |
| 長野県     | 上田ケーブルビジョン       | TOKYO MX                                              | 2006年3月31日                  | アナログの親局チャンネル（14ch）がテレビ信州のデジタルの 親局物理チャンネルと重なり、試験放送の始まった2005年11月以降混信したため                                                                                                   |          |
| 長野県     | 協和ビジョン               | テレビ埼玉                                            | 2005年8月5日 14:00             | アナアナ変換前のアナログの児玉中継局のチャンネル（28ch）が停波し アナアナ変換後のアナログの児玉中継局のチャンネル（30ch）が アナログのテレビ信州の親局チャンネルと重なり混信が避けられないことから、 再送信継続が不可能になったため |          |
| 長野県     | 飯田ケーブルテレビ         | テレビ朝日                                            | 2009年1月                      | 開局当時、テレビ信州がテレ朝系・日テレ系のクロスネット局であった名残で 長野朝日放送が開局後もアナログのみ再送信を継続していたが、 系列局が存在する在京キー局のうちの特定の1系列局だけ 再送信する必要が無くなったため                |          |
| 長野県     | 飯田ケーブルテレビ         | テレビ愛知                                            |                                | |          |
| 長野県     | とうみケーブルテレビ       | TOKYO MX                                              | 2006年3月31日                  | 上田ケーブルビジョンの受信点を共同利用していたが、 アナログの親局チャンネル（14ch）がテレビ信州のデジタルの 親局物理チャンネルと重なり、試験放送の始まった2005年11月以降混信したため                                                |          |
| 長野県     | とうみケーブルテレビ       | 日本テレビ テレビ朝日 TBSテレビ テレビ東京 フジテレビ | 2009年9月                      | 上田ケーブルビジョンの受信点を共同利用していたが、 同意を得ずに行っていたため |          |
| 長野県     | アルプスケーブルビジョン   | 日本テレビ テレビ朝日 テレビ東京 TBS フジテレビ       | 2011年4月28日                  | 資金難によりデジタル移行を断念したため |          |
| 長野県     | LCV                        | 日本テレビ テレビ朝日 TBSテレビ フジテレビ            | 2014年7月24日                  | [ 注釈 58 ] |          |
| 長野県     | テレビ松本ケーブルビジョン | 日本テレビ テレビ朝日 TBSテレビ フジテレビ            | 2014年7月24日                  | [ 注釈 58 ] |          |
| 長野県     | あづみ野テレビ             | 日本テレビ テレビ朝日 TBSテレビ フジテレビ            | 2014年7月24日                  | [ 注釈 58 ] |          |
| 長野県     | 伊那ケーブルテレビジョン   | 日本テレビ テレビ朝日 TBSテレビ フジテレビ            | 2014年7月24日                  | [ 注釈 58 ] |          |
| 長野県     | 上田ケーブルビジョン       | 日本テレビ テレビ朝日 TBSテレビ フジテレビ            | 2014年7月24日                  | [ 注釈 58 ] |          |
| 長野県     | 信州ケーブルテレビジョン   | 日本テレビ テレビ朝日 TBSテレビ フジテレビ            | 2014年7月24日                  | [ 注釈 58 ] |          |
| 長野県     | 須高ケーブルテレビ         | 日本テレビ テレビ朝日 TBSテレビ フジテレビ            | 2014年7月24日                  | [ 注釈 58 ] |          |
| 長野県     | 丸子テレビ放送             | 日本テレビ テレビ朝日 TBSテレビ フジテレビ            | 2014年7月24日                  | [ 注釈 58 ] |          |
| 長野県     | コミュニティテレビこもろ   | 日本テレビ テレビ朝日 TBSテレビ フジテレビ            | 2014年7月24日                  | [ 注釈 58 ] |          |
| 長野県     | テレビ北信ケーブルビジョン | 日本テレビ テレビ朝日 TBSテレビ フジテレビ            | 2014年7月24日                  | [ 注釈 58 ] |          |
| 長野県     | 蓼科ケーブルビジョン       | 日本テレビ テレビ朝日 TBSテレビ フジテレビ            | 2014年7月24日                  | [ 注釈 58 ] |          |
| 長野県     | 黒耀の里ゆいねっと         | 日本テレビ テレビ朝日 TBSテレビ フジテレビ            | 2014年7月24日                  | [ 注釈 58 ] |          |
| 長野県     | 協和ビジョン               | 日本テレビ テレビ朝日 TBSテレビ フジテレビ            | 2014年7月24日                  | [ 注釈 58 ] |          |
| 長野県     | テレビ西軽                 | 日本テレビ テレビ朝日 TBSテレビ フジテレビ            | 2014年7月24日                  | [ 注釈 58 ] |          |
| 長野県     | 中野市豊田情報センター     | 日本テレビ テレビ朝日 TBSテレビ フジテレビ            | 2014年7月24日                  | [ 注釈 58 ] |          |
| 長野県     | ふれあいネットワーク長谷   | 日本テレビ テレビ朝日 TBSテレビ フジテレビ            | 2014年7月24日                  | [ 注釈 58 ] |          |
| 山梨県     | 峡南CATV                   | 静岡放送 テレビ静岡 静岡朝日テレビ 静岡第一テレビ     | 2006年4月 - 2007年1月          | |          |
| 山梨県     | 河口湖有線テレビ放送       | TBS                                                   | 2010年10月1日 - 2013年10月31日 | |          |
| 山梨県     | 笛吹きらめきテレビ         | テレビ朝日 フジテレビ テレビ東京 tvk                  | 2011年5月9日 - 2014年1月31日   | [ 注釈 59 ] |          |
| 山梨県     | ケーブルネットワーク大月   | 日本テレビ TBS                                        | - 2014年7月24日                | [ 注釈 58 ] |          |
| 山梨県     | 河口湖有線テレビ放送       | 日本テレビ TBS                                        | - 2014年7月24日                | [ 注釈 58 ] |          |
| 山梨県     | CATV富士五湖               | 日本テレビ TBS                                        | - 2014年7月24日                | [ 注釈 58 ] |          |
| 山梨県     | LCV                        | 日本テレビ TBS テレビ朝日 フジテレビ                  | 2008年6月24日 - 2014年7月24日  | [ 注釈 58 ] | 中断あり |

北陸地方
| 都道府県名 | 再送信ケーブルテレビ局                                 | 再送信局                       | 廃止時期      | 廃止理由 | 備考        |
| ---------- | ------------------------------------------------------ | ------------------------------ | ------------- | -------- | ----------- |
| 新潟県     | 上越ケーブルビジョン                                   | テレビ東京                     | 2014年7月24日 |          | [ 注釈 58 ] |
| 富山県     | ケーブルテレビ富山 八尾エリア （旧ケーブルテレビ八尾） | 石川テレビ                     | 2000年頃      |          |             |
| 富山県     | 高岡ケーブルネットワーク                               | 北陸放送 石川テレビ テレビ金沢 | 2010年11月1日 |          |             |
| 富山県     | となみ衛星通信テレビ                                   | 北陸放送 石川テレビ テレビ金沢 |               |          |             |
| 富山県     | 能越ケーブルネット 氷見市エリア                        | 北陸放送 石川テレビ テレビ金沢 |               |          |             |
| 富山県     | 上婦負ケーブルテレビ                                   | テレビ金沢 石川テレビ          |               |          |             |

東海地方
| 都道府県名 | 再送信ケーブルテレビ局    | 再送信局                                 | 廃止時期                       | 廃止理由                                                             | 備考        |
| ---------- | ------------------------- | ---------------------------------------- | ------------------------------ | -------------------------------------------------------------------- | ----------- |
| 岐阜県     | 郡上ケーブルテレビ        | テレビ愛知                               |                                | デジタル再放送の同意が得られなかったため                             |             |
| 三重県     | アドバンスコープ          | サンテレビジョン KBS京都                 |                                | デジタル再放送の同意が得られなかったため                             |             |
| 静岡県     | TOKAIコミュニケーションズ | 日本テレビ TBS                           | 2011年1月11日 - 5月18日        |                                                                      | [ 注釈 86 ] |
| 静岡県     | トコちゃんねる静岡        | テレビ東京                               | - 2011年7月24日                | 事実上、テレビ東京の受信出来ない地域の為、アナログ放送終了と共に終了 | [ 注釈 87 ] |
| 静岡県     | 浜松ケーブルテレビ        | CBCテレビ 東海テレビ メ〜テレ 中京テレビ | 2011年4月11日 - 2013年10月31日 |                                                                      | [ 注釈 88 ] |

近畿地方
| 都道府県名 | 再送信ケーブルテレビ局   | 再送信局                         | 廃止時期       | 廃止理由                                                                                    | 備考 |
| ---------- | ------------------------ | -------------------------------- | -------------- | ------------------------------------------------------------------------------------------- | ---- |
| 兵庫県     | 淡路五色ケーブルテレビ   | 山陽放送 西日本放送 瀬戸内海放送 | 2008年10月31日 | 洲本市内のケーブルテレビ局統合に伴い 淡路島テレビジョンへ合併し再送信の必要がなくなったため |      |
| 兵庫県     | ケーブルネットワーク淡路 | 四国放送                         |                | デジタル再放送の同意は得られなかったため                                                    |      |
| 奈良県     | こまどりケーブル         | サンテレビ KBS京都 テレビ大阪    |                | デジタル再放送の同意は得られなかったため                                                    |      |

中国・四国地方
| 都道府県名 | 再送信ケーブルテレビ局                   | 再送信局                                                                            | 廃止時期                            | 廃止理由 | 備考        |
| ---------- | ---------------------------------------- | ----------------------------------------------------------------------------------- | ----------------------------------- | --- | ----------- |
| 山口県     | Kビジョン 〔下松市・周南市（旧熊毛町）〕 | RKB毎日放送 九州朝日放送 福岡放送 中国放送 広島テレビ 広島ホームテレビ テレビ新広島 |                                     | |             |
| 山口県     | Kビジョン〔光市〕                        | RKB毎日放送 九州朝日放送 福岡放送                                                   |                                     | |             |
| 山口県     | シティーケーブル周南                     | RKB毎日放送 九州朝日放送 福岡放送                                                   |                                     | |             |
| 山口県     | 萩ケーブルネットワーク                   | RKB毎日放送 九州朝日放送 福岡放送                                                   |                                     | |             |
| 山口県     | 山口ケーブルビジョン                     | RKB毎日放送 九州朝日放送 福岡放送                                                   |                                     | |             |
| 山口県     | メディアリンク                           | RKB毎日放送 九州朝日放送                                                            |                                     | |             |
| 山口県     | 美祢市有線テレビ                         | RKB毎日放送 九州朝日放送                                                            |                                     | |             |
| 山口県     | ほっちゃテレビ                           | RKB毎日放送 九州朝日放送                                                            |                                     | |             |
| 島根県     | 山陰ケーブルビジョン                     | 朝日放送テレビ                                                                      | 2010年4月1日早朝                    | 山陰放送等との協議により再送信局を広島ホームテレビに変更したため |             |
| 島根県     | ひらたCATV                               | 朝日放送テレビ                                                                      | 2010年4月1日早朝                    | 山陰放送等との協議により再送信局を広島ホームテレビに変更したため |             |
| 島根県     | 出雲ケーブルビジョン                     | 瀬戸内海放送                                                                        | 2010年7月1日                        | 山陰放送等との協議により再送信局を広島ホームテレビに変更したため |             |
| 島根県     | 浜田市三隅ケーブルテレビ                 | 山口朝日放送                                                                        | 2010年4月1日                        | 山陰放送等との協議により再送信局を広島ホームテレビに変更したため |             |
| 鳥取県     | 中海テレビ放送                           | 朝日放送                                                                            | 2011年4月12日                       | VHF帯域以外のアナログ放送を全て終了することとなった他、 既に瀬戸内海放送のデジタル放送を再送信しているため                                                                        |             |
| 鳥取県     | 鳥取中央有線放送                         | 朝日放送                                                                            | 2011年7月24日                       | 既に瀬戸内海放送のデジタル放送を再送信しているため |             |
| 岡山県     | 井原放送                                 | 中国放送 広島テレビ 広島ホームテレビ テレビ新広島                                   | 2007年                              | |             |
| 岡山県     | 日生有線テレビ                           | 毎日放送 朝日放送 関西テレビ 読売テレビ                                             |                                     | デジタル再放送の同意が得られなかったため |             |
| 愛媛県     | ハートネットワーク                       | 山陽放送 瀬戸内海放送                                                               | 不明                                | 愛媛県の4局が全部見られるため |             |
| 愛媛県     | 愛媛CATV                                 | 中国放送 広島ホームテレビ                                                           | 2000年                              | 空きチャンネル不足および愛媛県の4局が全部見られるため |             |
| 愛媛県     | 野村ケーブルテレビ                       | 大分放送                                                                            | 1993年                              | あいテレビ開局のため |             |
| 愛媛県     | 野村ケーブルテレビ                       | 大分朝日放送                                                                        | 1995年                              | 愛媛朝日テレビ開局のため |             |
| 愛媛県     | 野村ケーブルテレビ                       | テレビ山口                                                                          | 1997年                              | あいテレビとの混信のため |             |
| 愛媛県     | 野村ケーブルテレビ                       | 山口放送 テレビ大分                                                                 | 不明                                | |             |
| 香川県     | 香川テレビ放送網                         | 毎日放送 朝日放送                                                                   | 2009年3月31日                       | CATV事業者側はこれら2局のデジタル再送信を申請していたが、 地元に同系列の山陽放送・瀬戸内海放送があることから不可と判断されたため、 アナログ放送の再送信を中止せざるを得なくなった |             |
| 香川県     | さぬき市ケーブルネットワーク             | 毎日放送 朝日放送 関西テレビ 読売テレビ                                             |                                     | デジタル再放送の同意が得られなかったため |             |
| 高知県     | 高知ケーブルテレビ                       | テレビせとうち サンテレビジョン                                                     |                                     | |             |
| 徳島県     | 東阿波ケーブルテレビ                     | テレビ大阪 サンテレビジョン テレビ和歌山                                            |                                     | | [ 注釈 90 ] |
| 徳島県     | 那賀町ケーブルテレビ                     | 読売テレビ テレビ大阪 サンテレビジョン                                              |                                     | デジタル再放送の同意申請を行っていなかったため |             |
| 徳島県     | テレビ阿波                               | 読売テレビ サンテレビジョン                                                         |                                     | サンテレビは再放送の条件であるエリア内で デジタル放送の電波が良好に受信出来なかったため 読売テレビはデジアナ変換設備が無いため                                                    |             |
| 徳島県     | ひのき                                   | テレビせとうち                                                                      | 2007年1月31日 - 3月 - 2011年7月24日 | |             |
| 徳島県     | 池田ケーブルネットワーク                 | 西日本放送                                                                          |                                     | デジタル再放送の同意は得られなかったため |             |
| 徳島県     | ケーブルテレビあなん                     | 読売テレビ                                                                          | - 2015年3月10日                     | |             |
| 徳島県     | 徳島県南メディアネットワーク             | 読売テレビ                                                                          | - 2015年3月10日                     | |             |
| 徳島県     | 東阿波ケーブルテレビ                     | 読売テレビ                                                                          | - 2015年3月10日                     | |             |

九州地方
| 都道府県名    | 再送信ケーブルテレビ局       | 再送信局                                       | 廃止時期                       | 廃止理由                                                     | 備考                       |
| ------------- | ---------------------------- | ---------------------------------------------- | ------------------------------ | ------------------------------------------------------------ | -------------------------- |
| 佐賀県        | テレビ九州                   | 長崎放送                                       | 不明                           | 多局化による空きチャンネル不足および RKB毎日放送再送信のため |                            |
| 佐賀県 長崎県 | 西海テレビ                   | 熊本放送                                       | 不明                           | 長崎放送再送信のため                                         |                            |
| 佐賀県 長崎県 | 西海テレビ                   | 熊本朝日放送                                   | 2008年12月3日                  | 長崎文化放送再送信のため                                     |                            |
| 長崎県        | 長崎ケーブルメディア         | RKB毎日放送 九州朝日放送 福岡放送 テレビ西日本 | 2004年                         | デジタルによる混信のため                                     |                            |
| 長崎県        | 西九州電設                   | テレビ熊本                                     |                                |                                                              |                            |
| 長崎県        | 西九州電設                   | 熊本放送                                       | 2009年1月10日 - 2012年3月31日  | 再放送局をRKB毎日放送に変更したため                          |                            |
| 長崎県        | 諫早ケーブルテレビジョン放送 | くまもと県民テレビ                             |                                |                                                              |                            |
| 大分県        | 大分ケーブルネットワーク     | テレビせとうち 広島ホームテレビ 瀬戸内各局     | 1991年頃                       | 平成新局開局による混信のため                                 | [ 注釈 92 ]                |
| 大分県        | 臼杵市ケーブルネットワーク   | 南海放送                                       | 2004年                         |                                                              | 現在は福岡局を中心に再放送 |
| 大分県        | CTBメディア                  | テレビ愛媛                                     | 2006年                         | 地上デジタル放送による混信のため                             |                            |
| 大分県        | 佐賀関テレビ                 | 南海放送 テレビ愛媛                            | 2012年                         | 福岡局へ切り替えのため                                       |                            |
| 宮崎県        | 宮崎ケーブルテレビ           | 鹿児島放送 鹿児島読売テレビ                    | 1997年（1998年） - 2008年7月末 | 再送信対象局を九州朝日放送、 福岡放送に一時変更したため      |                            |
| 宮崎県        | 宮崎ケーブルテレビ           | 九州朝日放送 福岡放送                          | 2008年8月5日                   | 鹿児島放送、 鹿児島読売テレビへ再変更したため                |                            |
| 宮崎県        | BTV〔日南局〕                | 南日本放送 鹿児島テレビ                        | 2004年                         | 諸事情により再送信が出来なくなったため                       |                            |

## NHK総合の2局再放送
| 都道府県名 | 再送信ケーブルテレビ局                                                  | 再送信局    | 備考                            |
| ---------- | ----------------------------------------------------------------------- | ----------- | ------------------------------- |
| 青森県     | 風間浦村営共聴システム                                                  | 青森 函館   | Eテレも同様                     |
| 青森県     | 八戸テレビ放送                                                          | 青森 盛岡   |                                 |
| 青森県     | 田子町ケーブルテレビ                                                    | 青森 盛岡   |                                 |
| 茨城県     | 土浦ケーブルテレビ                                                      | 水戸 東京   |                                 |
| 茨城県     | 研究学園都市コミュニティケーブルサービス                                | 水戸 東京   |                                 |
| 山梨県     | 上野原ブロードバンドコミュニケーションズ                                | 甲府 東京   |                                 |
| 静岡県     | 伊豆急ケーブルネットワーク                                              | 静岡 東京   | Eテレは2014年6月2日に再送信終了 |
| 静岡県     | 東伊豆有線テレビ放送                                                    | 静岡 東京   | Eテレも同様                     |
| 静岡県     | 下田有線テレビ放送                                                      | 静岡 東京   | Eテレも同様                     |
| 静岡県     | 東豆有線                                                                | 静岡 東京   |                                 |
| 静岡県     | 伊東テレビクラブ                                                        | 静岡 東京   |                                 |
| 三重県     | ZTV 〔東紀州（紀南）地域〕                                              | 津 和歌山   |                                 |
| 三重県     | アドバンスコープ                                                        | 津 大阪     |                                 |
| 三重県     | 伊賀上野ケーブルテレビ                                                  | 津 大阪     |                                 |
| 三重県     | ZTV 〔伊勢地域〕                                                        | 津 名古屋   |                                 |
| 三重県     | ケーブルネット鈴鹿                                                      | 津 名古屋   |                                 |
| 三重県     | シー・ティー・ワイ                                                      | 津 名古屋   |                                 |
| 三重県     | コミュファ光テレビ                                                      | 津 名古屋   |                                 |
| 兵庫県     | ベイ・コミュニケーションズ                                              | 神戸 大阪   |                                 |
| 京都府     | KCN京都 （笠置町・南山城村エリア）                                      | 京都 大阪   | [ 32 ]                          |
| 京都府     | ZTV （旧・洛西ケーブルビジョンエリア）                                  | 京都 大阪   |                                 |
| 滋賀県     | ZTV                                                                     | 大津 大阪   |                                 |
| 奈良県     | 近鉄ケーブルネットワーク （オプテージとの提携「KCN eo光テレビ」を含む） | 奈良 大阪   |                                 |
| 奈良県     | オプテージ （eo光テレビ<旧・K-CAT eo光テレビ>）                         | 奈良 大阪   |                                 |
| 奈良県     | スカパー!プレミアムサービス光                                           | 奈良 大阪   |                                 |
| 和歌山県   | ジェイコム関西（和歌山局）                                              | 和歌山 大阪 |                                 |
| 山口県     | ケーブルネット下関                                                      | 山口 北九州 |                                 |
| 山口県     | アイ・キャン                                                            | 山口 広島   |                                 |
| 島根県     | 山陰ケーブルビジョン                                                    | 松江 鳥取   | 安来市エリアのみ                |
| 島根県     | おおなんケーブルテレビ                                                  | 松江 広島   |                                 |
| 鳥取県     | 中海テレビ放送                                                          | 鳥取 松江   |                                 |
| 愛媛県     | 上島町CATV（弓削局）                                                    | 松山 広島   | Eテレも同様                     |
| 福岡県     | CRCCメディア                                                            | 福岡 佐賀   | Eテレも同様                     |
| 佐賀県     | CRCCメディア                                                            | 佐賀 福岡   | Eテレも同様                     |
| 長崎県     | 壱岐市ケーブルテレビ                                                    | 長崎 福岡   |                                 |
| 鹿児島県   | 和泊町有線テレビ                                                        | 鹿児島 沖縄 |                                 |